# Janikowo
Janikowo (niem. Amsee) – miasto w Polsce położone w województwie kujawsko-pomorskim, w powiecie inowrocławskim. W latach 1975–1998 administracyjnie należało do województwa bydgoskiego. Siedziba gminy Janikowo.
Leży na pograniczu trzech polskich regionów etniczno-kulturowych: Kujaw, Wielkopolski oraz Pałuk.
Janikowo w czasach PRL było prężnym ośrodkiem przemysłowym. Po transformacji ustrojowej Polski i po jej wejściu do UE miasto zostało poddane procesowi deindustrializacji. W 2005 roku przestała istnieć Cukrownia "Janikowo", natomiast w 2025 roku zakończono produkcję sody w zakładach chemicznych.
Duże znaczenie dla miasta ma turystyka, która rozwija się dzięki bliskości dużego jeziora, a także nowoczesnych obiektów rekreacyjnych i sportowych. Janikowo jest lokalnym ośrodkiem kultury i sportu. Swoją siedzibę ma tutaj Międzynarodowe Centrum Promocji Dialogu.
Położone nad Jeziorem Pakoskim oraz w rozwidleniu rzeki Noteć. W związku z tym ze wszystkich stron jest otoczone wodą i terenami podmokłymi. Dzięki temu na Kujawach zyskało miano miasta na wyspie.

## Etymologia
Janikowo jest nazwą typu dzierżawczego, utworzoną od imienia „Janik” za pomocą przyrostka -owo. Nazwa osobowa „Janik” jest zdrobniałą formą imienia „Jan”. Na przestrzeni dziejów w źródłach pisanych pojawiały się nazwy: Janycowo (1510/1511), Janykowo (1519), Jankowo (1576), Janków (1578), Janikowo (1584, 1776), sporadycznie Jankowo.
Niemiecka nazwa miasta (Amsee), w dosłownym tłumaczeniu, oznacza „przy jeziorze”, dlatego też w czasie zaborów i okupacji wśród Polaków Janikowo nazywano Przyjezierze.

## Położenie

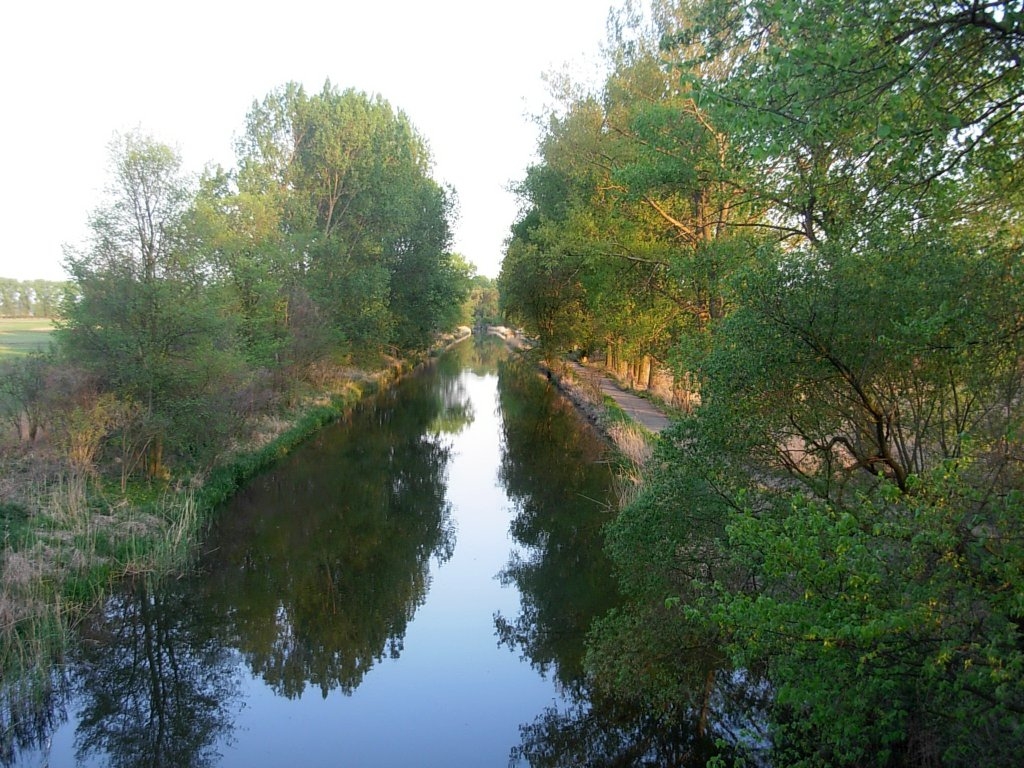
Noteć w okolicach Janikowa

Miasto położone jest na Kujawach. Mieści się na Pojezierzu Żnińsko-Mogileńskim. Rzeźba terenu jest lekko pofałdowana. Gleby w tej okolicy to żyzne czarne ziemie. Na zachód od Janikowa przebiega umowna granica między Wielkopolską a Kujawami. Położone jest na ważnym, międzynarodowym szlaku kolejowym (linia kolejowa nr 353 – Poznań Wschód – Skandawa).
Wody
Janikowo leży nad Jeziorem Pakoskim (od zachodu) i rzeką Noteć, która opływa je od północy. Kilka kilometrów na północ od miasta znajduje się duża zapora wodna oraz śluza. Zapora ta została wybudowana w latach 70. XX wieku, aby chronić tereny położone niżej przed powodzią. Efektem wybudowania tamy jest spiętrzenie jeziora o około 3–4 metry. W granicach miasta znajdują się dwa mosty (kolejowy i drogowy), które spinają obydwa brzegi jeziora. Dla umożliwienia żeglugi jezioro jest w odpowiednich miejscach pogłębione.
Przyroda i zieleń miejska
W odległości kilku kilometrów na zachód od miasta znajduje się kompleks lasów mierucińskich, należący do Nadleśnictwa Gołąbki. Brzegi jeziora zostały zadrzewione i przystosowane dla potrzeb turystów i wędkarzy. Park miejski znajduje się przy ulicy Głównej. Poza nim w mieście są jeszcze parki przy dwóch zespołach pałacowych: przy ulicy Kasprowicza i Łącznej. Występują tu rzadkie odmiany modrzewiu.
Pomnik przyrody
Na placu przed dworcem kolejowym rośnie dąb szypułkowy o obwodzie 424 cm i wysokości 15m. Jest on zakwalifikowany jako pomnik przyrody. W dniu 9 listopada 2021 Rada Miejska nadała mu imię „Dąb Jan” na cześć zabitego przez hitlerowców kierownika janikowskiej szkoły Jana Wojciechowskiego.

## Historia

### Początki Janikowa i zabory
- Na początku I w. p.n.e. do około 40 r. n.e. wzdłuż jeziora osiedlili się Celtowie. Istniało tu pięć punktów osadniczych. Ludność ta zajmowała się głównie hodowlą zwierząt i prymitywnym rolnictwem. W czasach wczesnego średniowiecza znajdował się tutaj gród.[7]

Pierwsza źródłowa wzmianka o Janikowie pochodzi z 23 marca 1472 roku – wtedy to król Kazimierz IV Jagiellończyk poświadczył dokument, który stwierdzał, że Bogusz z Ostrowa nadaje wieś Janikowo bratu Władysławowi.
W wyniku I rozbioru Polski Janikowo i Kujawy zachodnie przeszły pod panowanie pruskie. Gleby tego rejonu sprzyjały uprawie buraków cukrowych, toteż w 1875 roku z inicjatywy doktora Zygmunta Wilkońskiego powstała pierwsza na Kujawach cukrownia „Janikowo”. W czasie zaboru (pruskiego) i w latach okupacji 1939-1945 miejscowość nosiła nazwę Amsee. Na początku XX wieku w szkole doszło do strajku szkolnego. Trwał on od 22 października 1906 roku do 27 czerwca 1907 roku. W latach 1872–1873 doprowadzono do miasta kolej.
W lutym 1908 roku cukrownia „Janikowo” uległa pożarowi, z którym nie mogła się uporać janikowska straż pożarna. Do pomocy specjalnym pociągiem, przybyły wozy strażackie z Bydgoszczy i Inowrocławia. Jeszcze w tym samym roku cukrownię odbudowano i przy okazji zmodernizowano.
W czasie I wojny światowej zginęło 9 mieszkańców Janikowa.

### Powstanie wielkopolskie

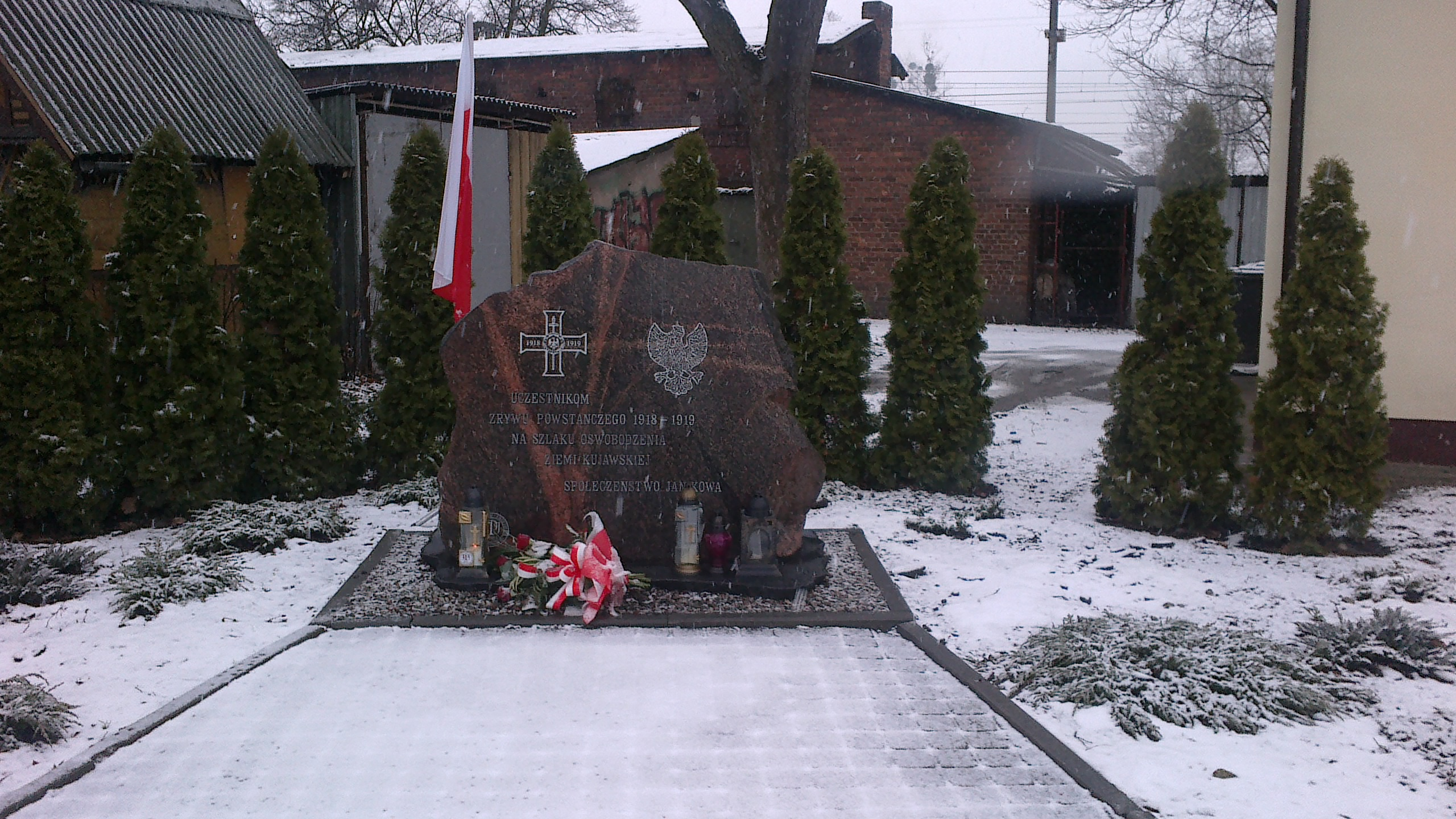
Pomnik ku czci Powstańców Wielkopolskich walczących na Kujawach

Mieszkańcy Janikowa na przełomie 1918 i 1919 roku przystąpili do zrywu powstańczego, którego celem było przyłączenie Wielkopolski i Kujaw do odradzającej się po zaborach Polski. 4 stycznia 1919 roku doszło w Janikowie do starć między oddziałami powstańczymi a Niemcami. Walki toczyły się o most kolejowy w kierunku Mogilna. Po krótkiej obronie wojska niemieckie skapitulowały. W walkach wyróżnił się Ludwik Gajewski, który potem został komendantem Straży Ludowej na okręg janikowski.
Pierwszy dowódca powstania wielkopolskiego – gen. Stanisław Taczak przez wiele lat mieszkał w Janikowie. Jego imię nosi obwodnica miasta. Dla uhonorowania powstańców w mieście znajduje się ulica Powstańców Wielkopolskich, a także pomnik ku ich czci. Z miastem związany był także jeden z dowódców por. Paweł Cyms.

### Lata międzywojenne

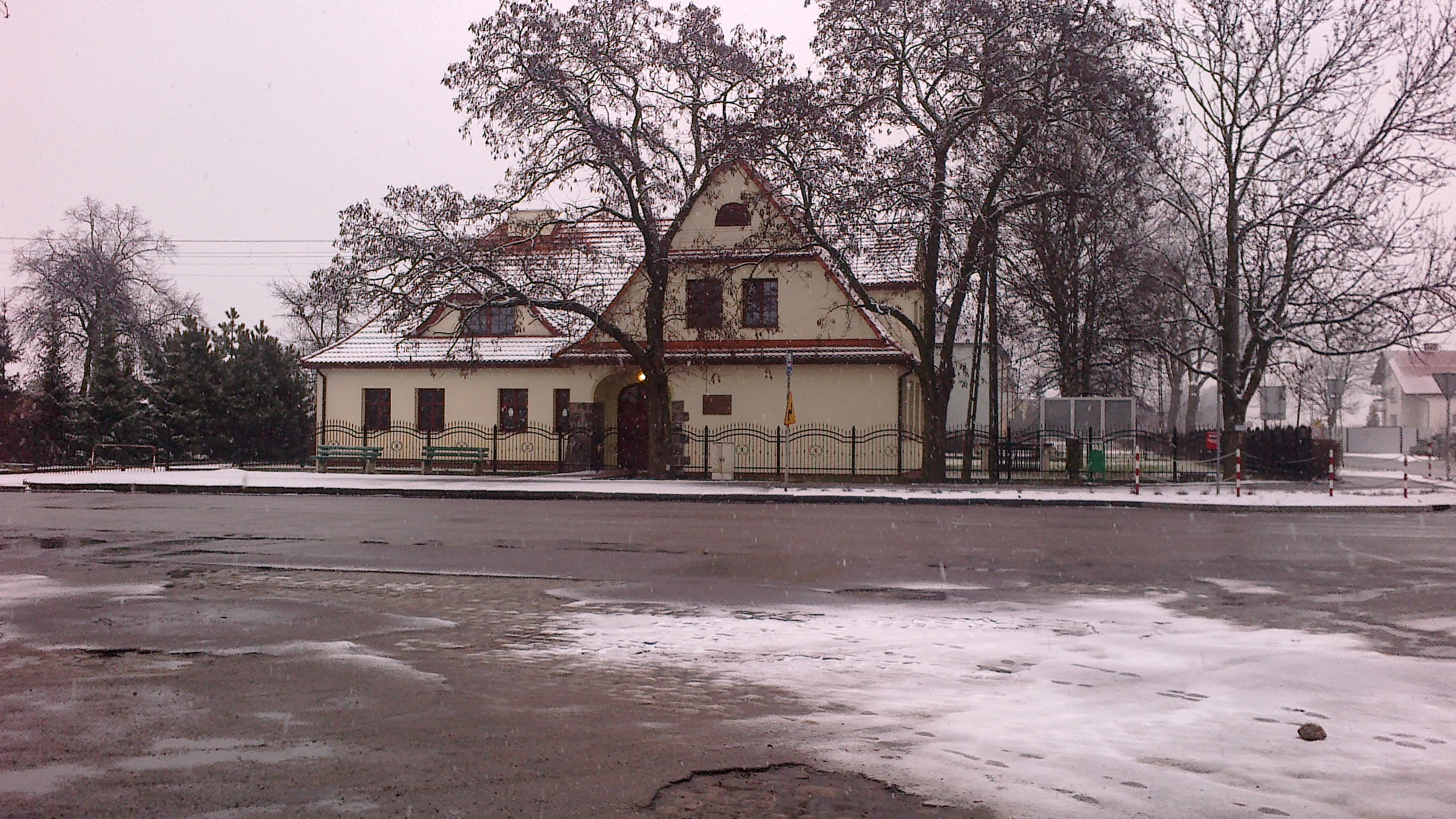
Międzynarodowe Centrum Promocji Dialogu, w latach międzywojennych szkoła

W latach międzywojennych Janikowo było znanym na Kujawach ośrodkiem wypoczynkowym. Stało się tak za sprawą bliskości jeziora i zieleni. Przez cały ten okres działała i rozwijała się cukrownia. Janikowo słynęło też z targowiska.
Według pierwotnych planów, powstałych przed wybuchem II wojny światowej, główna linia obrony przed III Rzeszą miała być obsadzona przez Armię „Poznań” dowodzoną przez gen. Tadeusza Kutrzebę i miała przebiegać na odcinku Gołańcz-Żnin-Barcin-Pakość-Janikowo-Strzelno-Kruszwica-Gopło-Warta. W sierpniu 1939 roku w Janikowie pojawiło się Wojsko Polskie. Oddziały stacjonowały w lesie nad jeziorem (od obecnej ulicy Słonecznej do ulicy Łącznej). W zabytkowym pałacyku na terenie dzisiejszej filii Instytutu Doświadczalnego (dawniej RSP „Zgoda”) znajdował się sztab. Po żniwach w miejscu, gdzie obecnie znajdują się Zakłady Sodowe, wybudowano w krótkim czasie wojskowe lotnisko zapasowe i umocniono tereny wzdłuż jeziora. Pod koniec sierpnia, w nocy, polskie oddziały oddaliły się w nieznanym kierunku, pozostawiając przygotowany do walki teren.

### II wojna światowa

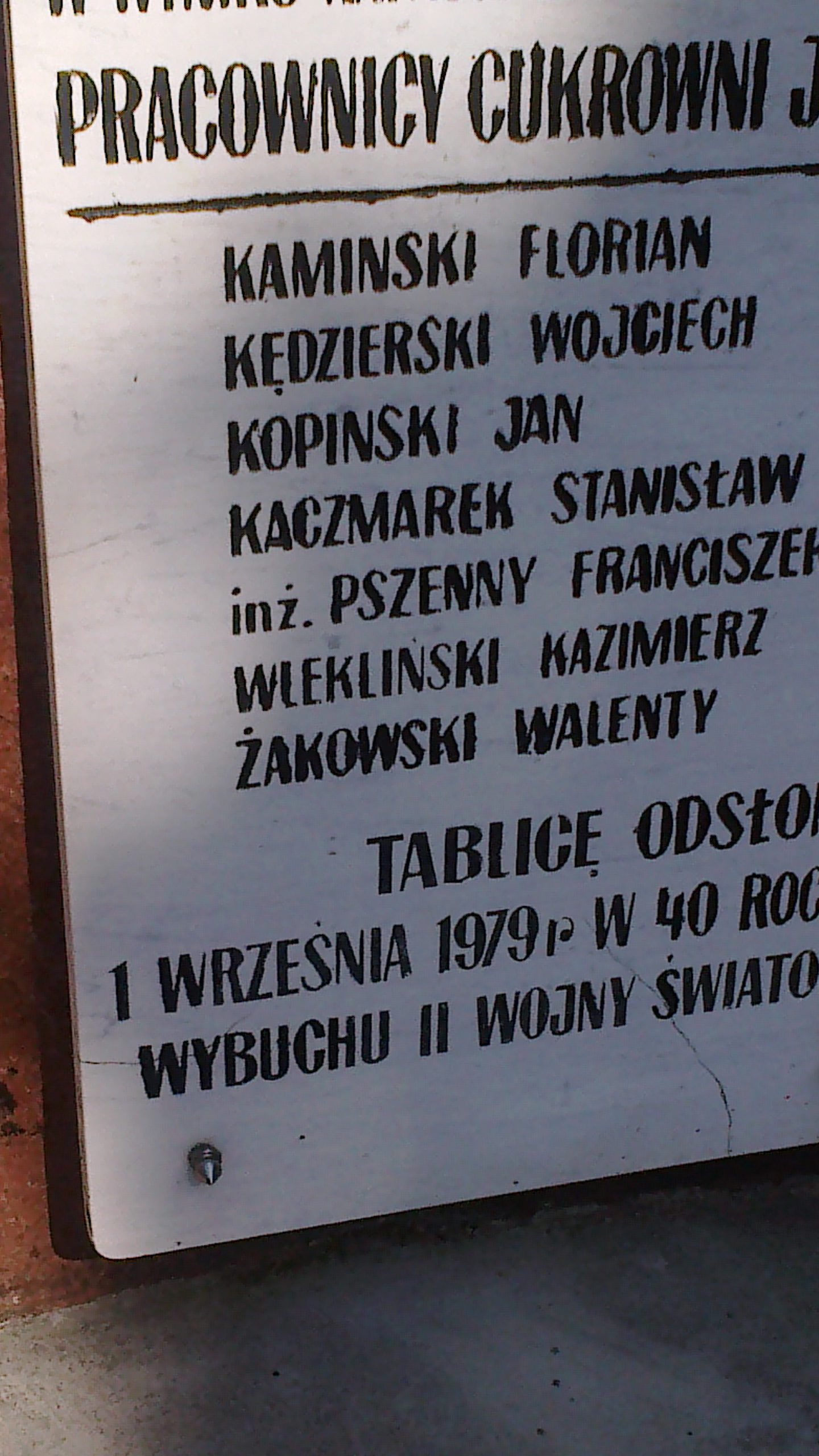
Tablica ku czci zabitych w nalocie na Janikowo

W Janikowie na początku września 1939 pojawili się uchodźcy, którzy przybyli z Bydgoszczy (Wojsko Polskie w Bydgoszczy urządziło represje dla ludności niemieckiej po tym, jak nasiliły się ataki partyzanckie ze strony hitlerowców, dlatego część mieszkańców opuściła Bydgoszcz bojąc się odwetu po wkroczeniu Niemców). Wielu schroniło się w szkole (niedaleko od kościoła pw. św. Jana Chrzciciela w Janikowie). 2 września 1939 roku Niemcy zbombardowali tereny w okolicach cukrowni i dworca kolejowego w Janikowie. W nalocie zginęło 5 osób. Krótko po zrzuceniu bomb przez niemieckie samoloty Junkers Ju 87 do akcji wkroczyło polskie lotnictwo, któremu udało się strącić jeden z samolotów, jednak niemieckiemu pilotowi udało się dociągnąć maszyną za linie Wermachtu. Siły niemieckie zajęły miasto 9 września 1939 roku w godzinach porannych. W ramach Intelligenzaktion (akcja inteligencja) po wkroczeniu Wermachtu zamordowano dyrektora janikowskiej szkoły Jana Wojciechowskiego i nauczyciela Adolfa Preza. Władze okupacyjne znów zmieniły nazwę Janikowo na Amsee (tak jak w czasie zaborów).
Jesienią 1941 roku został utworzony Żydowski Obóz Pracy Przymusowej w Janikowie (niem. Zwangsarbeitslager für Juden in Amsee). Znajdował się on na terenie obecnych działek pracowników cukrowni (obecnie przy ul. 1 Maja). Były tam dwa baraki przeznaczone dla więźniów i barak administracyjny. Całość była ogrodzona płotem z siatki drucianej. Kierownikiem obozu był volksdeutsch Alfred Malinowski, a od 1942 roku Robert Pacholski, który prawdopodobnie pochodził z Berlina. W obozie w Janikowie uwięziono 300 mężczyzn z Koła, Gostynina, Gębina, Służewa i Łodzi. Byli oni zatrudnieni przy naprawie torów kolejowych. Kilka tygodni po utworzeniu obozu zbiegło ośmiu więźniów. Po ich schwytaniu zostali oni powieszeni na terenie obozu. W czasie zimy na przełomie 1941 i 1942 roku wskutek wycieńczenia ciężką pracą, przeziębienia i gruźlicy zmarło około osiemdziesięciu Żydów. Zostali oni pochowani na cmentarzu miejskim w Janikowie przy ul. Przyjeziernej. Z relacji ustnej wiadomo, że ciała Żydów przysypywano płytko ziemią, a wystające spod ziemi części ciała potajemnie zasypywali Polacy. W tym samym czasie przeprowadzono wśród więźniów selekcje, w wyniku której około 40 osób uznano za niezdolne do pracy i wywieziono do Węgierc. Tam zostali oni rozstrzelani.
16 stycznia 1945 roku do Janikowa wkroczyła Armia Czerwona. W czasie odwrotu Niemców zniszczony został dworzec kolejowy (nowy wybudowano w latach 60. XX wieku).

### Polska Rzeczpospolita Ludowa
W kilka tygodni po wkroczeniu armii radzieckiej Janikowo odzyskało dawną nazwę. W późniejszym czasie władze objęła Gromadzka Rada Narodowa w Janikowie.
W 1957 roku został uruchomiony największy (jak na tamte czasy) zakład przemysłowy Janikowa – kombinat sodowy (obecnie Janikowskie Zakłady Sodowe „Janikosoda” SA, należące do chemicznej grupy kapitałowej „Ciech” SA), które wykorzystują sól lub solankę z kopalni w Przyjmie pod Mogilnem i Wapnie z Piechcina oraz wodę z jeziora Pakoskiego. Zakład produkuje m.in. sodę ciężką i lekką, sól spożywczą, przemysłową i jodowaną. Uroczystego otwarcia w dniu 4 listopada 1957 roku dokonał wicepremier Zenon Nowak.
Ulokowanie kombinatu sodowego w Janikowie, na bardzo dobrych glebach (a nie np. w pobliskich Mątwach, gdzie fabryka sody istnieje od XIX wieku), powodujące zaprzestanie rolniczego użytkowania ziem bardzo wysokiej klasy (z powodu zajęcia ich przez składowiska odpadów), bywa, obok podkrakowskiej Nowej Huty podawane jako przykład odgórnej państwowej decyzji lokalizacyjnej sprzecznej z obiektywnymi przesłankami.
Od 1 stycznia 1959 do uzyskania praw miejskich 18 lipca 1962 roku Janikowo było osiedlem typu miejskiego. W 1962 roku premier Polskiej Rzeczypospolitej Ludowej – Józef Cyrankiewicz nadał Janikowu prawa miejskie. Gromadzką Radę Narodową przemianowano na Miejską Radę Narodową.

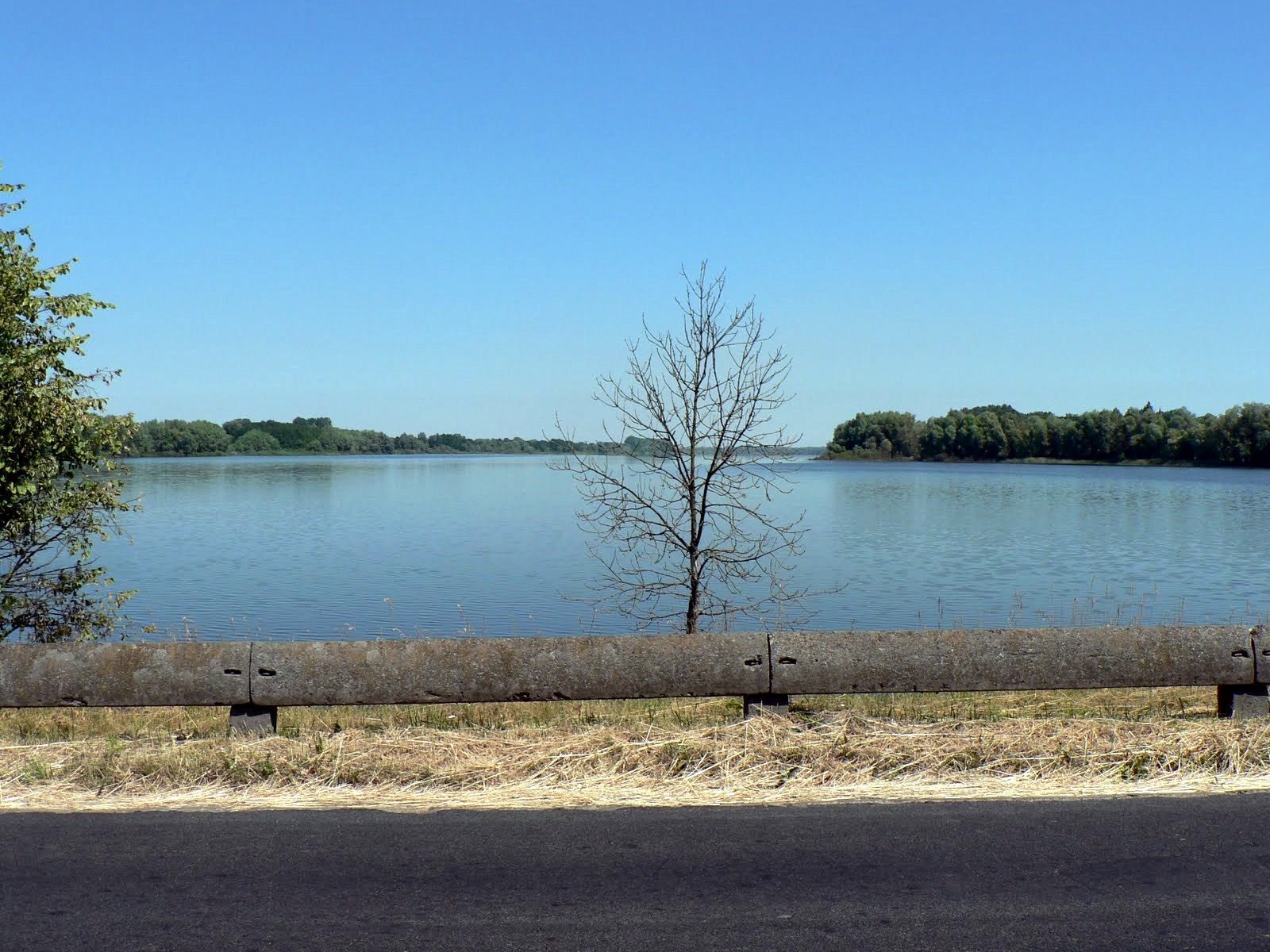
Miejsce katastrofy kolejowej pod Janikowem

11 grudnia 1969 roku w odległości 2 kilometrów od Janikowa rozbił się wojskowy samolot Ił28 z Wojskowego Portu Lotniczego w Powidzu. Zginęło 3 członków załogi.
18 lutego 1983 roku pociąg pospieszny relacji Wrocław Główny – Gdynia Główna najechał na wysokim nasypie, przed stacją Janikowo, na stojące na szlaku wagony towarowe, które pozostawił tam ruszający wcześniej spod semafora wjazdowego pociąg towarowy. Lokomotywa po najechaniu na wagony towarowe została wyrzucona z torów, pociąg uległ rozerwaniu, lokomotywa wpadła do Jeziora Pakoskiego, a wagony wykoleiły się, ale nie spadły z nasypu. W wypadku zginęły 3 osoby oraz 19 zostało rannych.

### III Rzeczpospolita

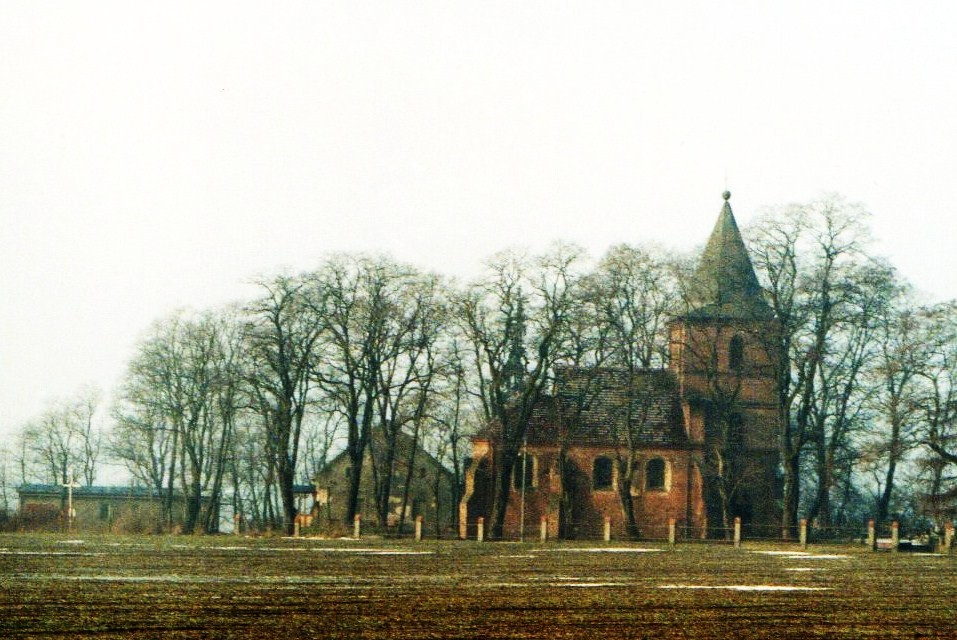
Widok na kościół pw. św. Jana Chrzciciela, 13.01.1996 roku

Po upadku komunizmu miasto dalej inwestowało w infrastrukturę. Wybudowano obiekty sportowe m.in. pływalnię, stadion, halę widowiskowo-sportową oraz nowe drogi gminne. Nastąpił rozwój budownictwa mieszkaniowego. Zbudowano targowisko oraz obiekty dla sieci handlowych. Zakończono budowę obwodnicy miasta (od 2012 noszącej nazwę ul. gen. Stanisława Taczaka) i zmodernizowano linię kolejową przebiegającą przez Janikowo. W 2005 roku zlikwidowano cukrownię, a w 2025 roku zaprzestano produkcji sody w zakładach chemicznych.

## Zabytki

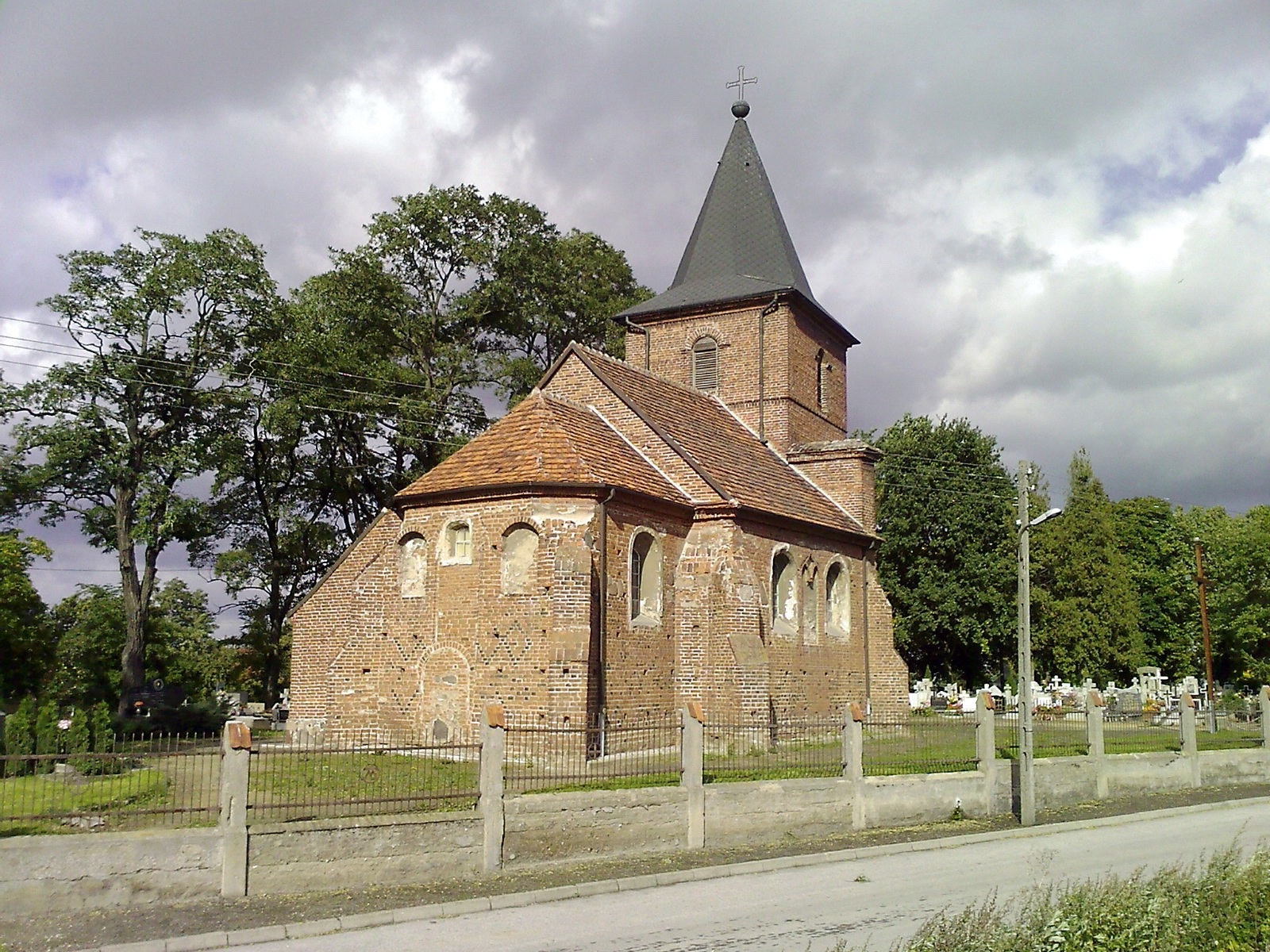
Kościół św. Jana Chrzciciela

Kościół św. Jana Chrzciciela w Janikowie
Murowany kościół wybudowany w 1460 roku w stylu gotyckim. Jego fundatorem był wojewoda inowrocławski Bogusław z Oporowa z rodu Sulimów. W XIX wieku kościół rozbudowano o zakrystię i wieżę. W kościele znajdowały się: mszał pergaminowy, druk moguncki z 1483 roku oraz dokument erekcyjny. Dokumenty te nie zachowały się do dziś. Prezbiterium zwieńczone jest sklepieniem. Znajduje się w nim barokowy ołtarz główny, a na początku nawy głównej dwa boczne wykonane w tym samym stylu. W nawie głównej znajduje się chór, na którym umieszczone są zabytkowe, niemieckie organy z początku XX wieku. W wieży znajdował się dawniej dzwon z 1515 roku, który został przekazany do muzeum sztuki sakralnej w Żninie. Jest to jeden z niewielu kościół z tamtego okresu, w tej części Polski, w którym nie ma zachowanej symetrii. Każda ściana jest inna, a między nimi nie ma kątów prostych. Zlokalizowany przy ulicy Przyjeziernej.
Kościół Najświętszego Serca Pana Jezusa w Janikowie
Najstarsza część kościoła to dawna kaplica pracowników cukrowni z lat 30. XX wieku. W latach 70. XX wieku w związku z rozwojem demograficznym miasta zapadła decyzja o rozbudowie kaplicy do rangi kościoła. Wybudowano wieżę i drugą nawę. Główna ściana prezbiterium wyłożona jest dużą, unikalną mozaiką z 75 000 kawałków przedstawiającą wizerunek Jezusa Chrystusa. Kościół składa się z dwóch naw. Znajdują się tu trzy ołtarze, jeden główny i dwa boczne. W kościele znajdują się organy 7-głosowe z jedną klawiaturą, trakturą gry i trakturą rejestrów pneumatycznymi. Kontuar instrumentu jest wolnostojący, jest usytuowany bokiem do ołtarza.

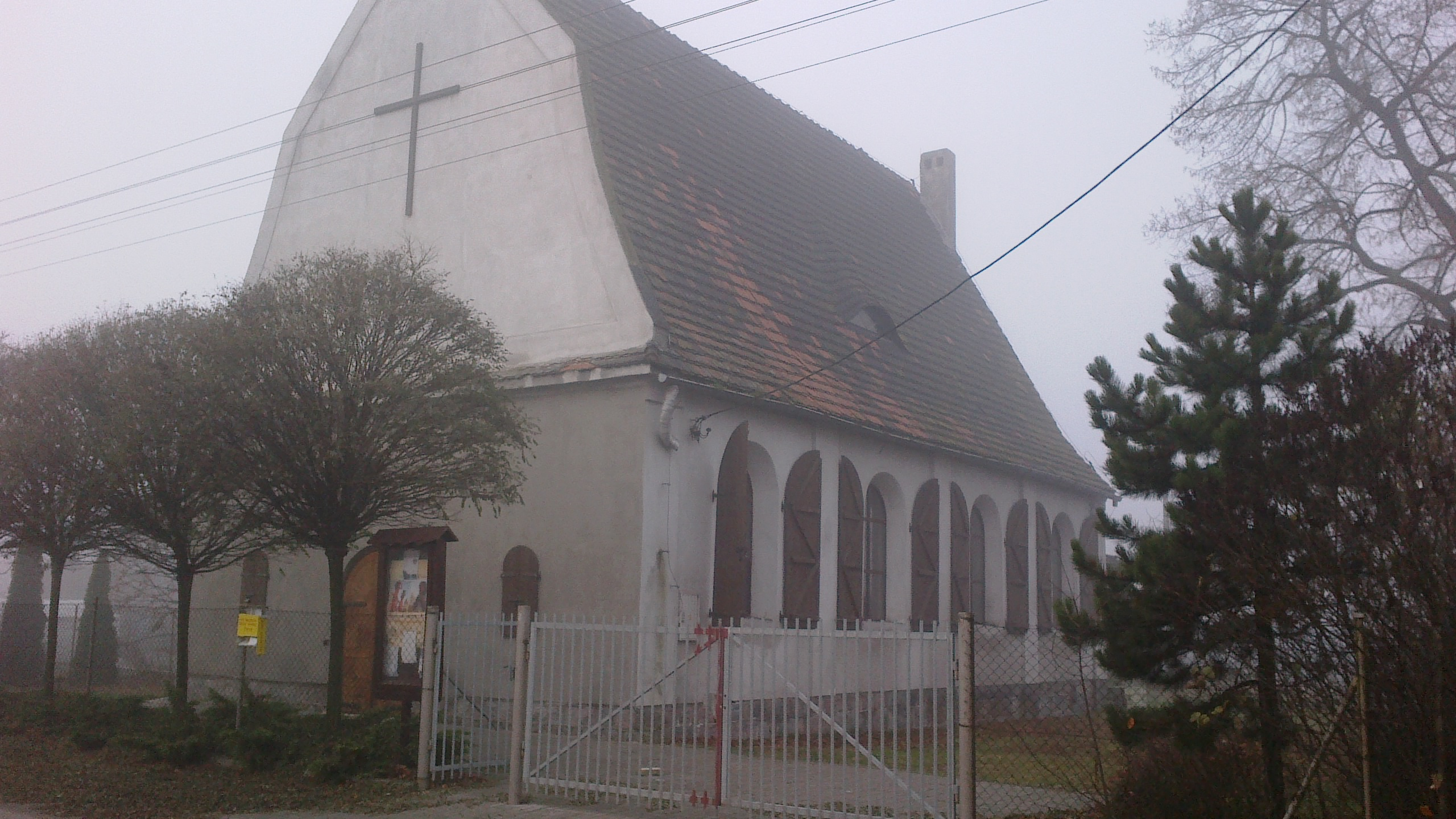
Zbór Kościoła Ewangelicznych Chrześcijan w Janikowie

Kościół ewangelicki (obecnie Zbór Kościoła Ewangelicznego w RP w Janikowie)
Budynek powstał w 1912 roku jako zbór dla ludności niemieckiej, wyznania protestanckiego, która zamieszkiwała Janikowo. Po II wojnie światowej budynek przestał pełnić funkcje sakralne i przekształcono go w magazyn. W latach późniejszych zbór popadł w ruinę. Tutaj do 1945 roku, znajdowały się oryginalnie organy, które obecnie znajdują się w kościele św. Jana Chrzciciela w Janikowie. Dopiero w 2007 roku budynek przejął Kościół Ewangelicznych Chrześcijan w RP, który dzięki sponsorom (również z zagranicy) wyremontował budynek i doprowadził go do pierwotnego stanu. Obecnie jest w pełni używany do celów sakralnych przez wiernych wyznania protestanckiego.
Plebania z XIX wieku
Budynek plebanii znajduje się przy ulicy Przyjeziernej i należy do parafii pw. św. Jana Chrzciciela. Zbudowana pod koniec XIX wieku. Do II wojny światowej była to siedziba proboszczów. W czasie okupacji niemieckiej mieszkali tu niemieccy osadnicy. W 1945 roku budynek wrócił do pierwotnego przeznaczenia i pełni je do dzisiaj. W latach 80. XX wieku została wyremontowana i przystosowana do potrzeb ruchu oazowego „Światło Życie”.

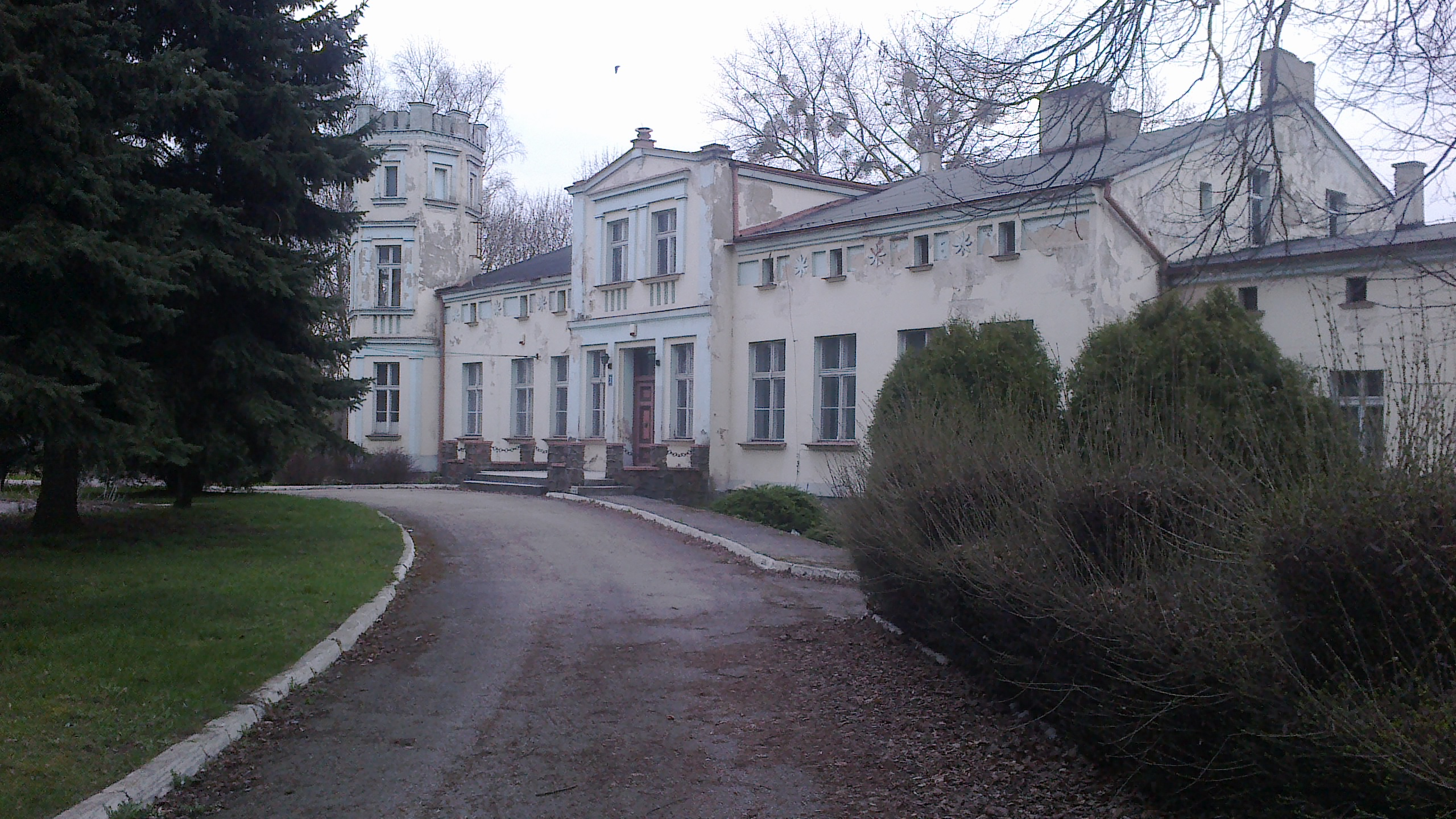
Pałac przy ulicy Łącznej przed renowacją

XIX-wieczny pałac w dzielnicy Ostrowo
Pałac został wybudowany w drugiej połowie XIX wieku dla miejscowych posiadaczy ziemskich: rodziny Mittelstaedtów. Pałac eklektyczny o cechach gotyckich i renesansowych. Jest to budynek parterowy z mieszkalnym poddaszem, nakryty dwuspadowym dachem. Ozdobą budowli jest piętrowy ryzalit oraz trzykondygnacyjna narożna wieża zwieńczona ażurową loggią. Frontową stronę dworu akcentuje owalny podjazd oraz kolumnowy ganek. Park z 1. poł. XIX w. o powierzchni około 2 ha. W latach 50. XX wieku znajdował się tu sklep, a potem mieszkania socjalne. Obecnie w rękach prywatnych.
XIX-wieczny pałac przy ulicy Kasprowicza
Wybudowany pod koniec XIX wieku dla dyrektora janikowskiej cukrowni. W czasach PRL-u przez pewien okres znajdował się tu szpital miejski. Obecnie zamieszkują w nim osoby prywatne.
Zabudowania cukrowni z XIX wieku oraz infrastruktura towarzysząca
Część zabudowy obecnej Cukrowni „Janikowo” została zbudowana w XIX wieku. Budynki są utrzymywane i używane do dzisiaj. Zabytkowe domy mieszkalne, budynki użyteczności publicznej i osiedla pracownicze z XIX wieku w okolicach Dworca PKP i Cukrowni. Wszystkie zachowane w dobrym stanie i dalej używane do celów, dla których zostały stworzone.
Most kolejowy z XIX wieku
Położony nad Jeziorem Pakoskim, równolegle do ulicy Powstańców Wielkopolskich, przy drodze w kierunku Mogilna. Zbudowany w 1872 roku. Przebiega przez niego międzynarodowa linia kolejowa. W tym miejscu toczyły się walki podczas powstania wielkopolskiego. Stan obiektu jest bardzo dobry, ponieważ dzięki swej ważnej lokalizacji dla przemysłu podlega częstej kontroli ze strony inżynierów PKP.

## Pomniki i miejsca pamięci

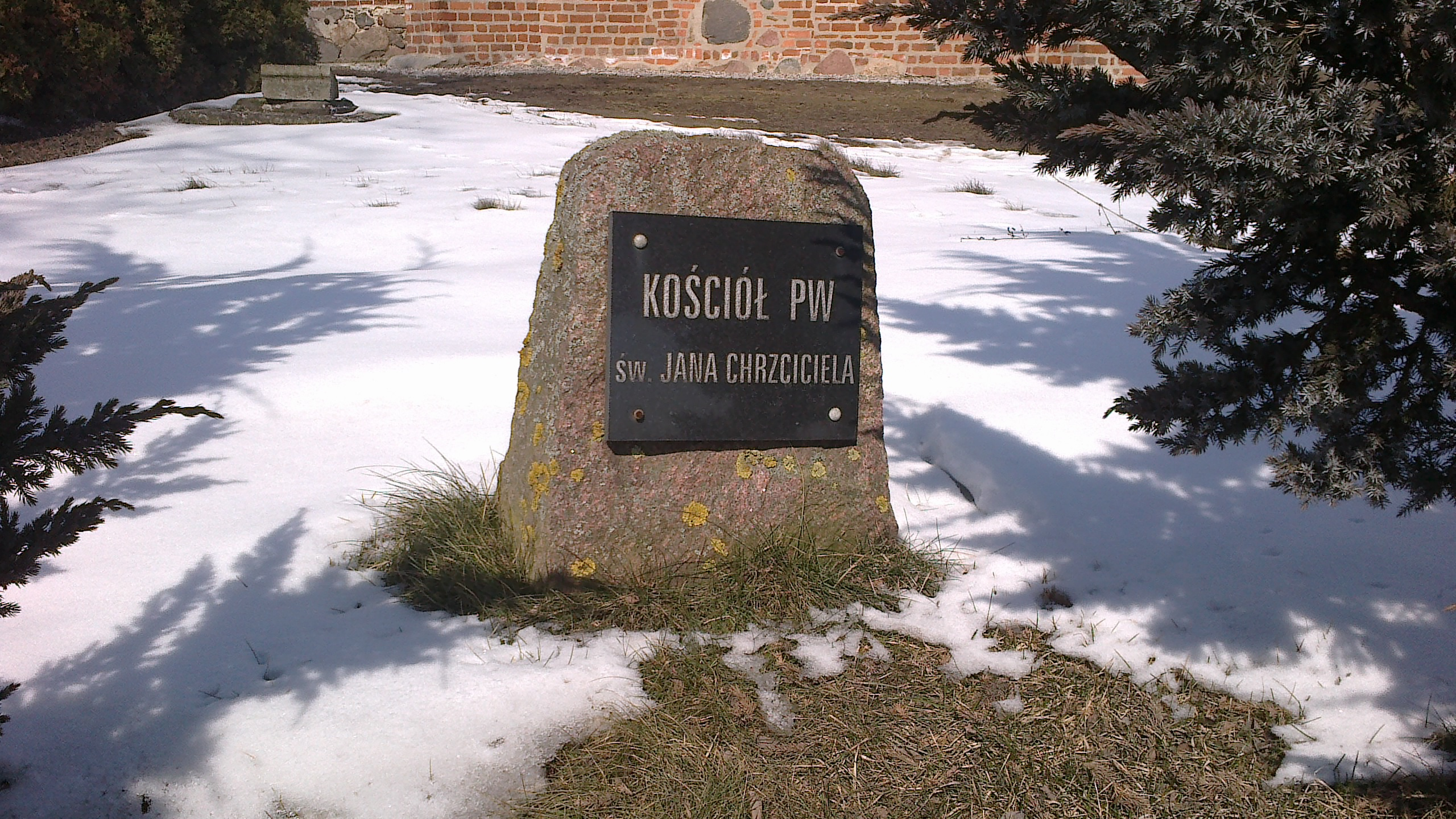
Tablica przy jednym z kościołów

- Pomnik ku czci Powstańców Wielkopolskich walczących na Kujawach (ul. 1-go maja)
- Pomnik ku czci ofiar zbrodni hitlerowskich na terenie Janikowa (ul. Przyjezierna-Cmentarz)
- Pomnik ku czci ofiar niemieckiego nalotu na Janikowo 2.IX.1939 oraz dwóch pracowników cukrowni zabitych przez Gestapo (ul. Topolowa)
- Tablica ku czci Jana Wojciechowskigo – dyrektora janikowskiej szkoły, zamordowanego w lasach gniewkowskich przez Niemców w 1939 roku (ul. 1-go maja)[10]
- Tablica upamiętniająca gen. Stanisława Taczaka. Znajduje się na domu, w którym kiedyś mieszkał (ul. Powstańców Wielkopolskich)
- Dąb pamięci ku czci ofiar zbrodni katyńskiej (ul. Szkolna – teren szkoły podstawowej)
- Aleja 50 dębów wraz z tablicą pamiątkową ufundowana w październiku 2012 roku z okazji jubileuszu 50-lecia nadania miastu Janikowo praw miejskich (ul. bp. Michała Kozala)
- Tablica upamiętniająca 50-lecie Janikowskich Zakładów Sodowych „Janikosoda” z 2007 roku (kościół pw. bł. bpa Michała Kozala)

## Przynależność administracyjna i władze miasta
| Okres     |            | Państwo                       | Zwierzchność                  | Jednostka administracyjna                                            |
| --------- | ---------- | ----------------------------- | ----------------------------- | -------------------------------------------------------------------- |
| 1818-1919 |            | Królestwo Prus                | Królestwo Prus                | Prowincja poznańska, powiat inowrocławski                            |
| 1919-1939 | Polska     | Rzeczpospolita Polska         | Rzeczpospolita Polska         | województwo poznańskie, powiat inowrocławski                         |
| 1939-1945 | III Rzesza | okupacja niemiecka/III Rzesza | okupacja niemiecka/III Rzesza | Kraj Warty, Rejencja inowrocławska                                   |
| 1939-1945 |            | Polskie Państwo Podziemne     | Polskie Państwo Podziemne     | Okręg Poznań Armii Krajowej, Samodzielny Obwód Inowrocław AK         |
| 1945-1950 | Polska     | Rzeczpospolita Polska         | Rzeczpospolita Polska         | województwo pomorskie, powiat inowrocławski                          |
| 1950-1952 | Polska     | Rzeczpospolita Polska         | Rzeczpospolita Polska         | województwo bydgoskie, powiat inowrocławski                          |
| 1952-1975 | Polska     | Polska Rzeczpospolita Ludowa  | Polska Rzeczpospolita Ludowa  | województwo bydgoskie, powiat inowrocławski                          |
| 1975-1989 | Polska     | Polska Rzeczpospolita Ludowa  | Polska Rzeczpospolita Ludowa  | województwo bydgoskie, rejon inowrocławski                           |
| 1989-1998 | Polska     | Rzeczpospolita Polska         | Rzeczpospolita Polska         | województwo bydgoskie, rejon inowrocławski                           |
| od 1999   | Polska     | Rzeczpospolita Polska         | Rzeczpospolita Polska         | województwo kujawsko-pomorskie, powiat inowrocławski, gmina Janikowo |

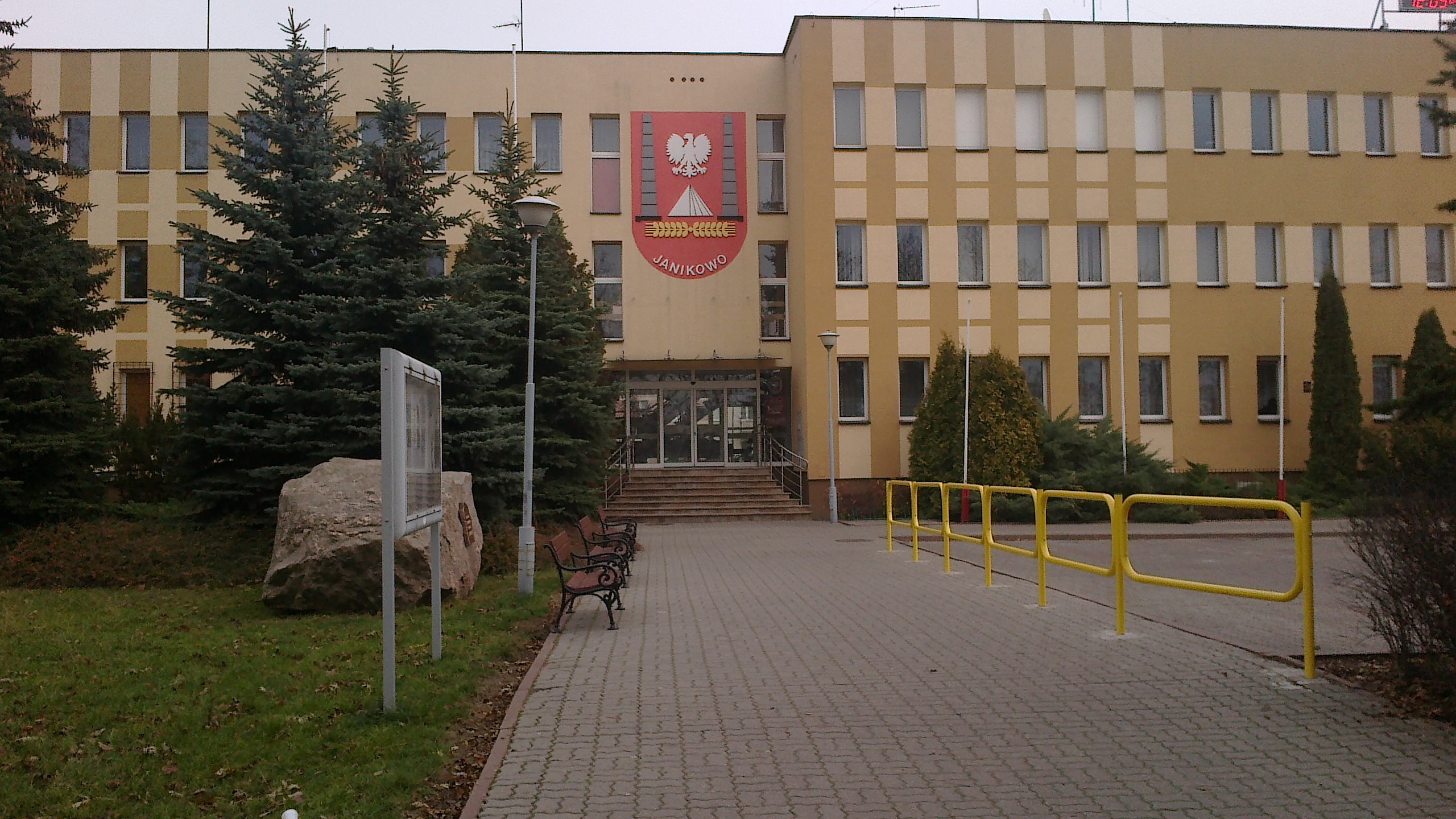
Gmach Urzędu Miejskiego

Obecnym burmistrzem jest Bartłomiej Jaszcz, który został wybrany w 2 turze wyborów samorządowych 21 kwietnia 2024 roku, otrzymując 66,71 procent głosów. Przewodniczącym Rady Miejskiej jest Tomasz Skupin.
W Janikowie działają lokalne struktury partii politycznych: Prawo i Sprawiedliwość (Komitet terenowy w Janikowie), Sojusz Lewicy Demokratycznej, Platforma Obywatelska, Polskie Stronnictwo Ludowe, Samoobrona RP.
Siedzibą burmistrza i rady miejskiej jest Urząd Miejski przy ul. Przemysłowej. Znajduje się tu również Urząd Stanu Cywilnego. Przy ul. Dworcowej mieści się Urząd Pocztowy.

## Demografia

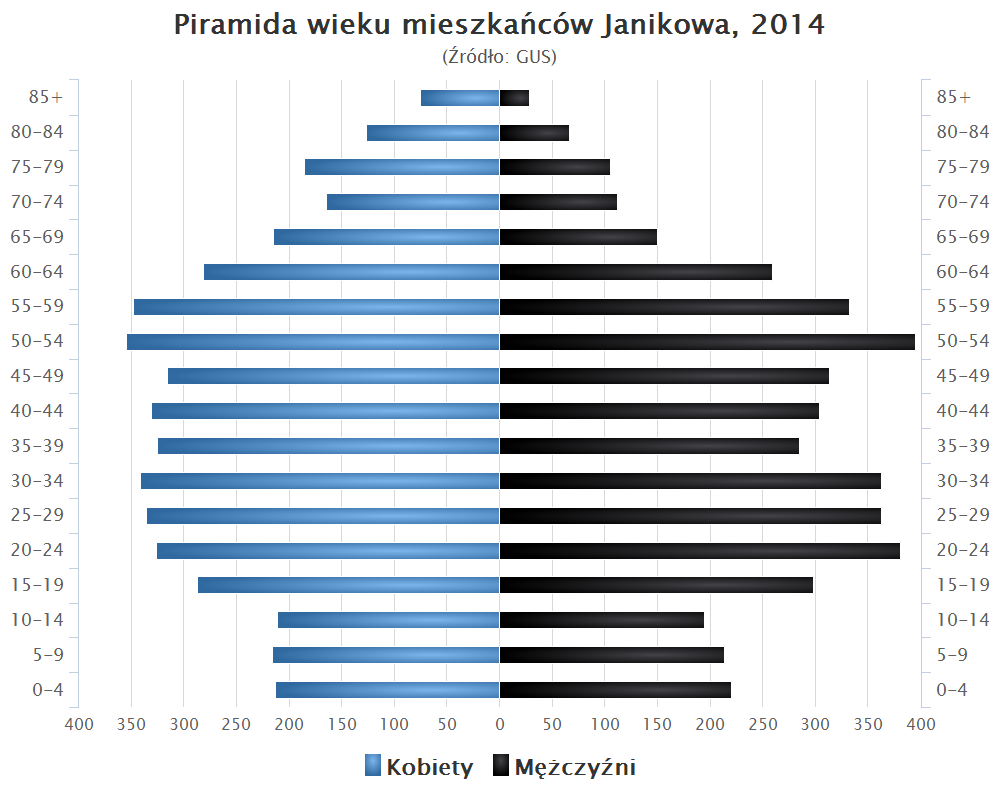
Piramida wieku mieszkańców Janikowa w 2014 roku

## Gospodarka
W grudniu 2014 roku na terenie miasta według danych Głównego Urzędu Statystycznego istniało 705 podmiotów gospodarki narodowej zarejestrowanych w rejestrze REGON. Na sektor prywatny składają się 652 podmioty gospodarcze, a na sektor publiczny 53 podmioty gospodarcze. Główne gałęzie przemysłu w mieście to: meblarski, chemiczny oraz budownictwo i usługi.
Bezrobocie – dotyczy ostatnich 16 lat, pokazuje najwyższy poziom w danym roku, oprócz ostatniego, gdzie pokazywany jest najnowszy wynik
Przemysł

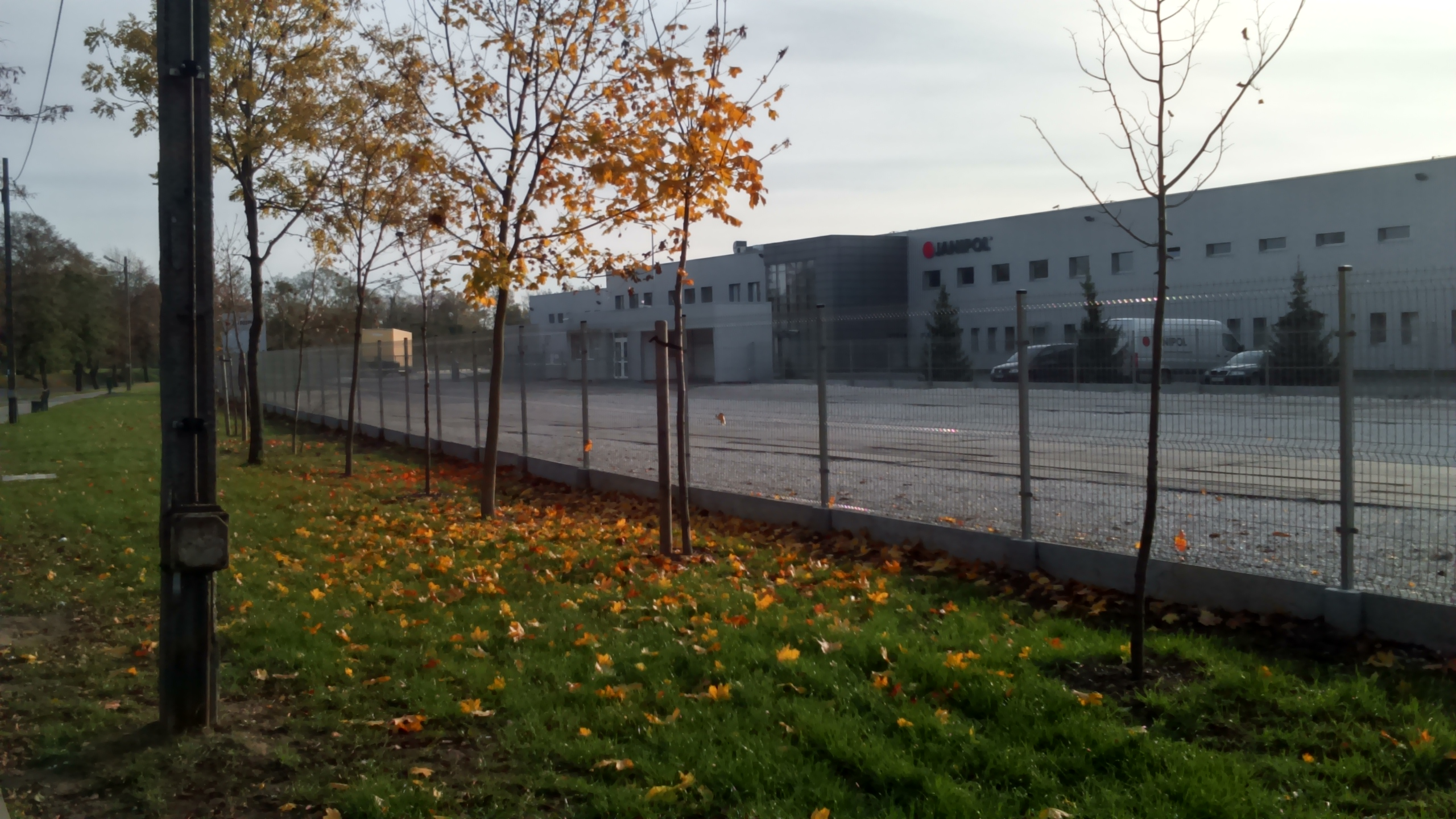
Janipol Meble widok od ul. Przemysłowej

Największy zakład przemysłowy to fabryka mebli Janipol, która zajmuje się produkcją na eksport. Mieści się przy ulicy Przemysłowej. Miasto w znacznej mierze dotknął proces deindustrializacji, doprowadziło do do upadku przemysłu spożywczego i chemicznego.
Handel i usługi

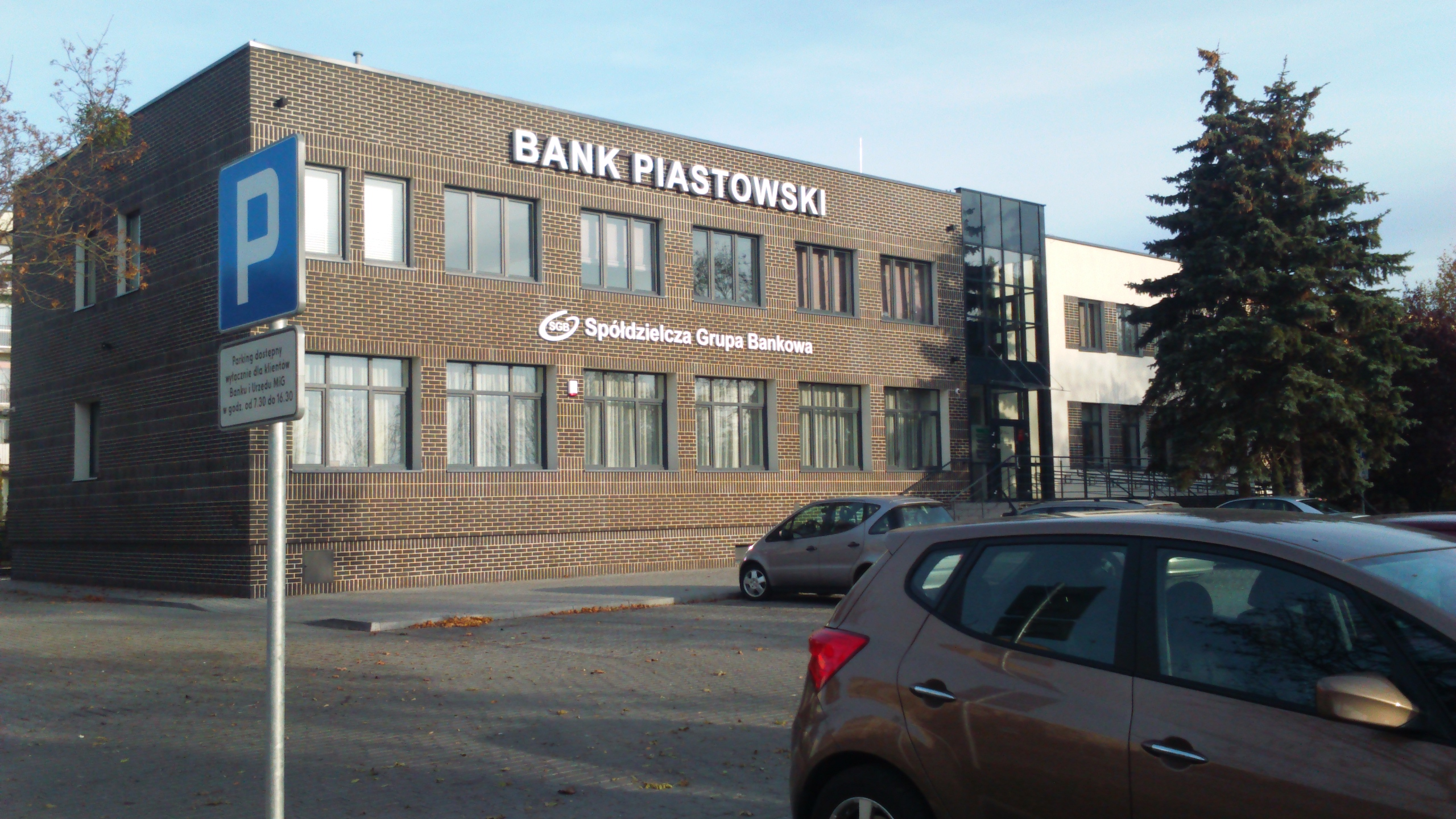
Siedziba Piastowskiego Banku Spółdzielczego

Znajduje się tu nowoczesne targowisko. Miasto jest siedzibą Piastowskiego Banku Spółdzielczego w Janikowie.

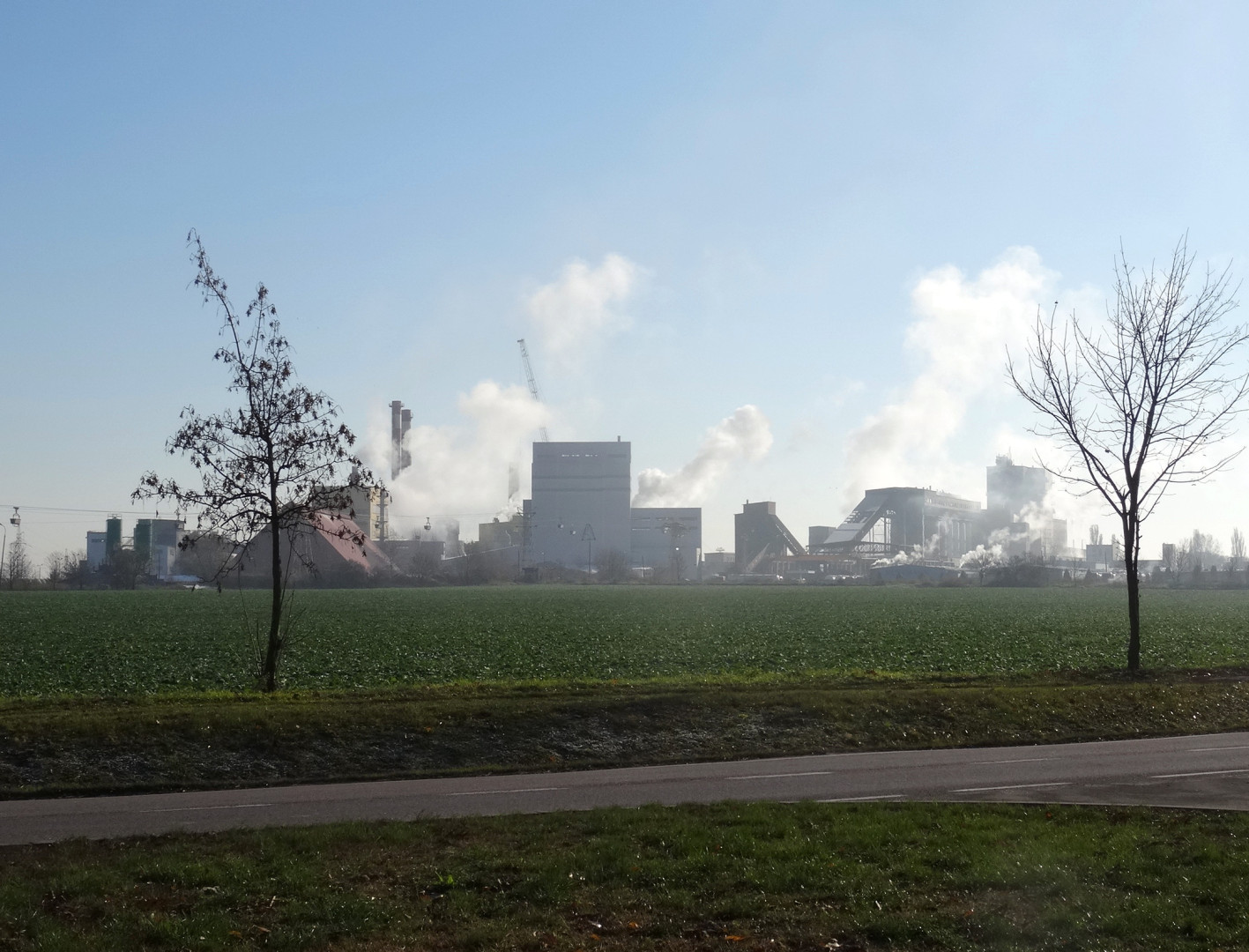
Zakłady chemiczne Qemetica Soda Polska (wygaszone w 2025 roku)

W Janikowie znajdują się salony z maszynami rolniczymi (przy ulicy Wędkarskiej). Mieści się tu jedna z największych w kraju firm prowadzących rozbiórki budynków w sposób mechaniczny i pirotechniczny. Swoje siedziby ma tu wiele firm budowlanych i transportowych. Duże znaczenie dla miasta mają małe, prywatne podmioty gospodarcze.
Mieszkańcy miasta posiadający stałą pracę

## Komunikacja
Drogi

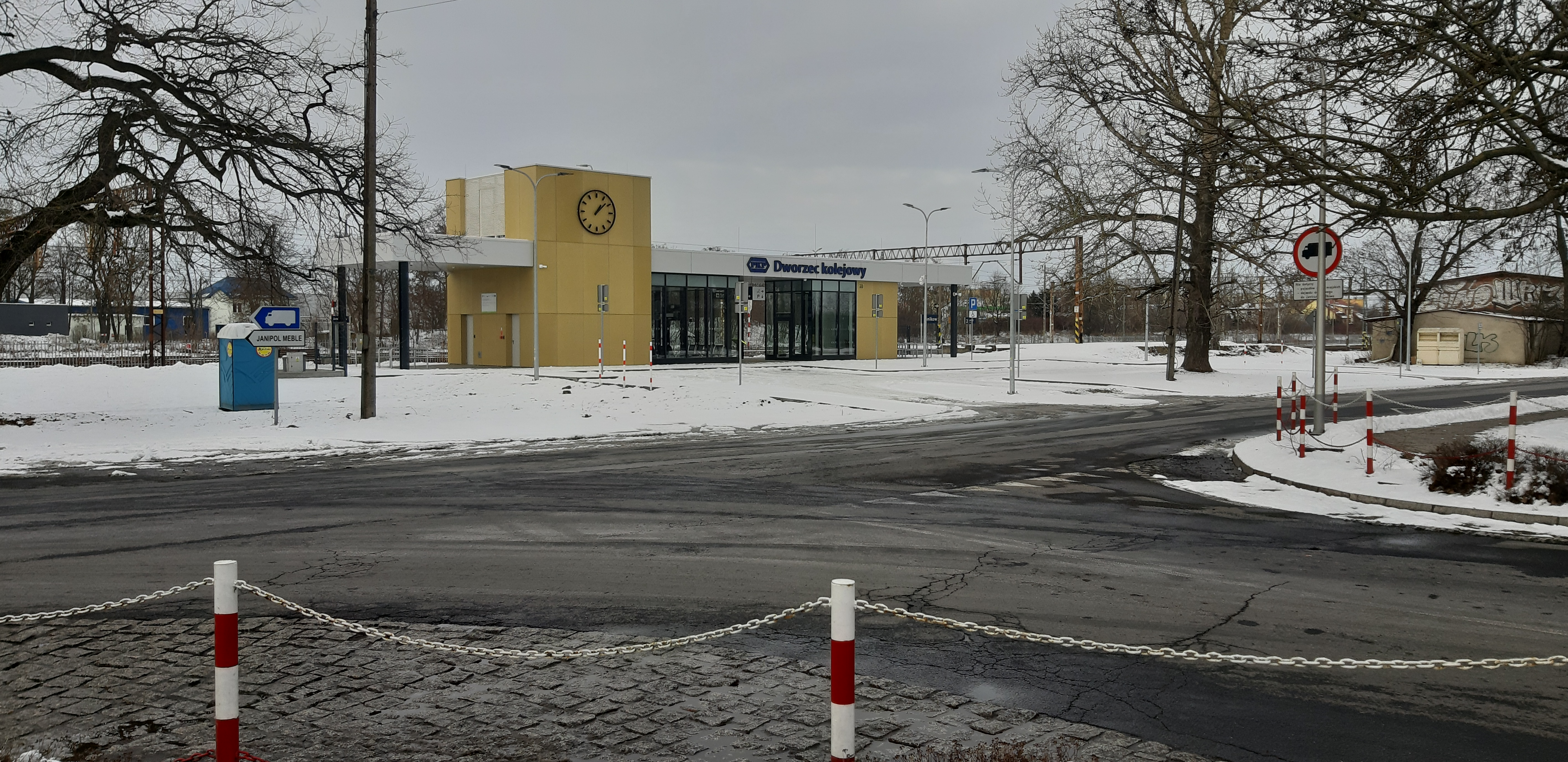
Dworzec kolejowy w Janikowie

- droga wojewódzka nr 255: Pakość – Strzelno, która przebiega równolegle, kilkadziesiąt metrów poza zachodnią granicą miasta wyznaczoną na jeziorze pakoskim.

Autobusy komunikacji miejskiej kursują w każdą sobotę oraz w okresie wszystkich świętych na trasie: ul. Kozala (targowisko) – ul.Przemysłowa/ul. Wilkońskiego – ul. Przemysłowa/ ul. Łączna – Przyjezierna (cmentarz).
Do Janikowa można dojechać autobusami prywatnych przewoźników.
Od 2011 roku Janikowo ma obwodnicę. W 2012 roku obwodnica zyskała imię słynnego Janikowianina, pierwszego dowódcy Powstania Wielkopolskiego Generała Stanisława Taczaka.
Koleje
- linia kolejowa nr 353: Poznań Wschód – Skandawa

Znajduje się tutaj dworzec kolejowy obsługujący pociągi osobowe.
Istniała również kolej wąskotorowa należąca do tutejszej cukrowni.

## Edukacja
- Przedszkola

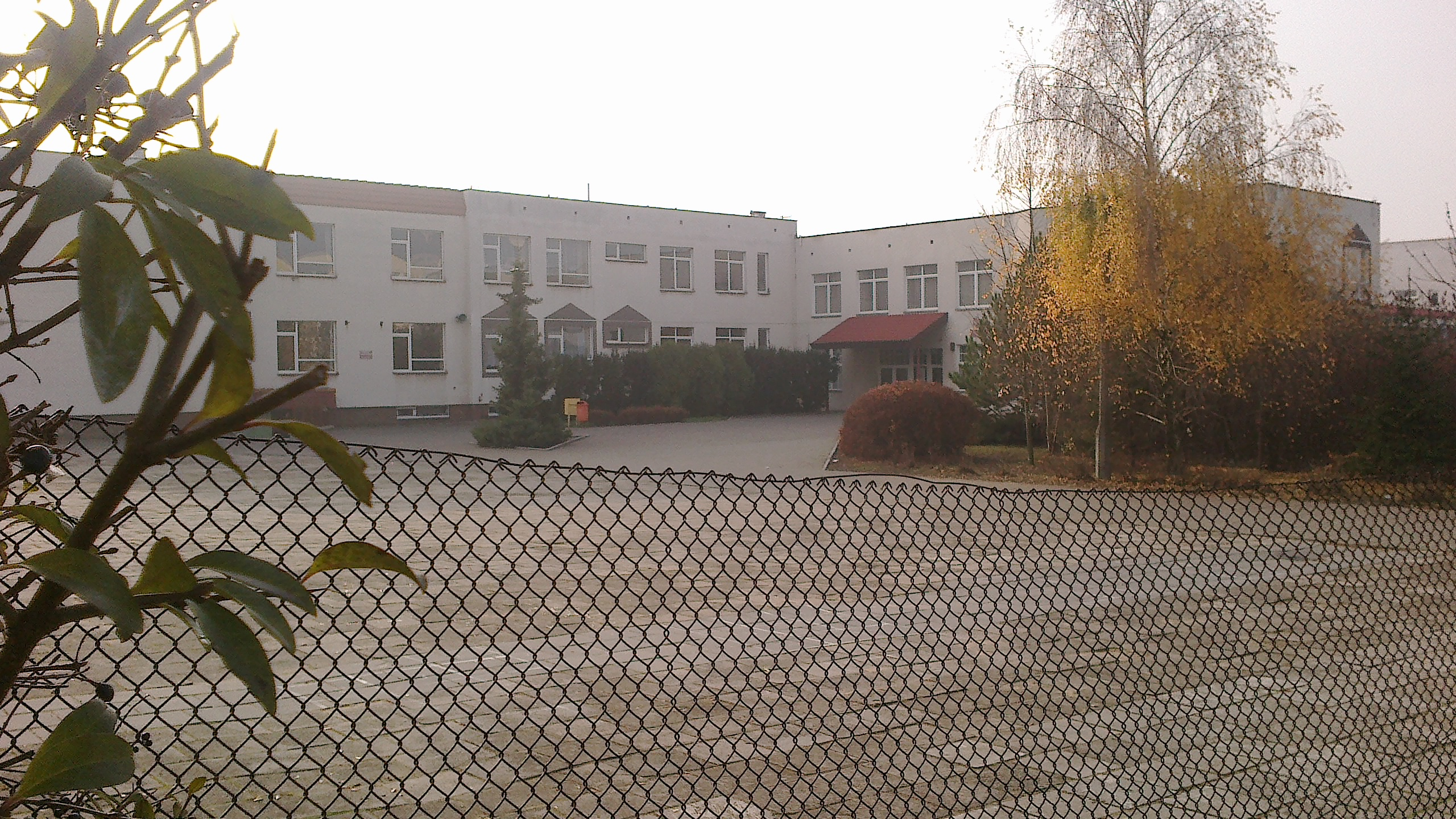
Budynek Szkoły Podstawowej nr 3

  - Przedszkole Miejskie – ul. Słoneczna 31
  - Niepubliczne Przedszkole „Mali Odkrywcy” – ul. Słoneczna 29
- Szkoły podstawowe
  - SP Janikowo (dawniej nr 2) – ul. Główna 6, klasy IV-VIII
  - SP Janikowo (dawniej nr 3) – ul. Kozala 3, klasy I–III[41]

Historia szkolnictwa w Janikowie sięga przełomu XIX i XX wieku. Wtedy to wybudowano pierwszą szkołę naprzeciw obecnego dworca kolejowego. Na początku XX wieku janikowska szkoła przyłączyła się do strajku przeciw germanizacji i w obronie nauczania w języku polskim. Po wkroczeniu wojsk niemieckich we wrześniu 1939 roku zamordowano dyrektora i nauczycieli. W tym okresie powstała również szkoła w Janikowie-Ostrowie (zlikwidowana lata siedemdziesiąte XX wieku). W nowo wybudowanym po wojnie budynku obok starej szkoły rozpoczęły się zajęcia. Szkoła nosiła numer 1. Po otrzymaniu przez Janikowo praw miejskich wybudowano SP numer 2 przy ul. Głównej, a w latach 90. SP numer 3 przy ul. Kozala. Po reformie szkolnictwa przeprowadzonej przez Jerzego Buzka SP nr 2 przemianowano na gimnazjum. W SP nr 3 uczyły się dzieci klas od I do III (kształcenie zintegrowane), a w SP nr 1 dzieci klas od IV do VI. Po kolejnej reformie szkolnictwa zlikwidowano janikowskie gimnazjum i utworzono jedną Szkołę Podstawową mającą swoją siedzibę w budynkach trzech dawniej niezależnych szkół podstawowych. Z uwagi na zmniejszającą się liczbę uczniów od 2024 roku zmniejszono liczbę użytkowanych budynków do dwóch.

## Sport
Kluby sportowe

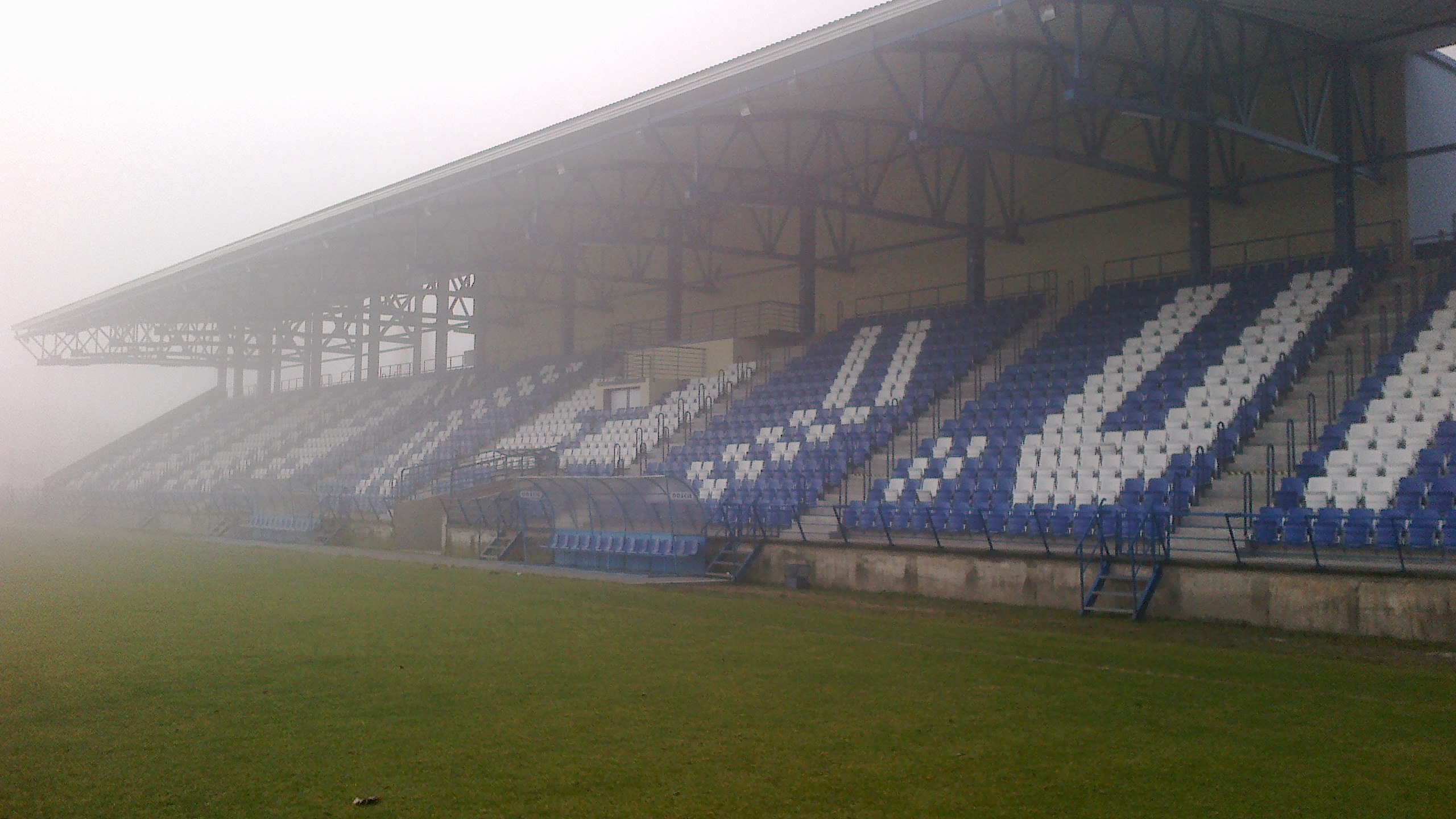
Trybuna główna Stadionu Miejskiego w Janikowie

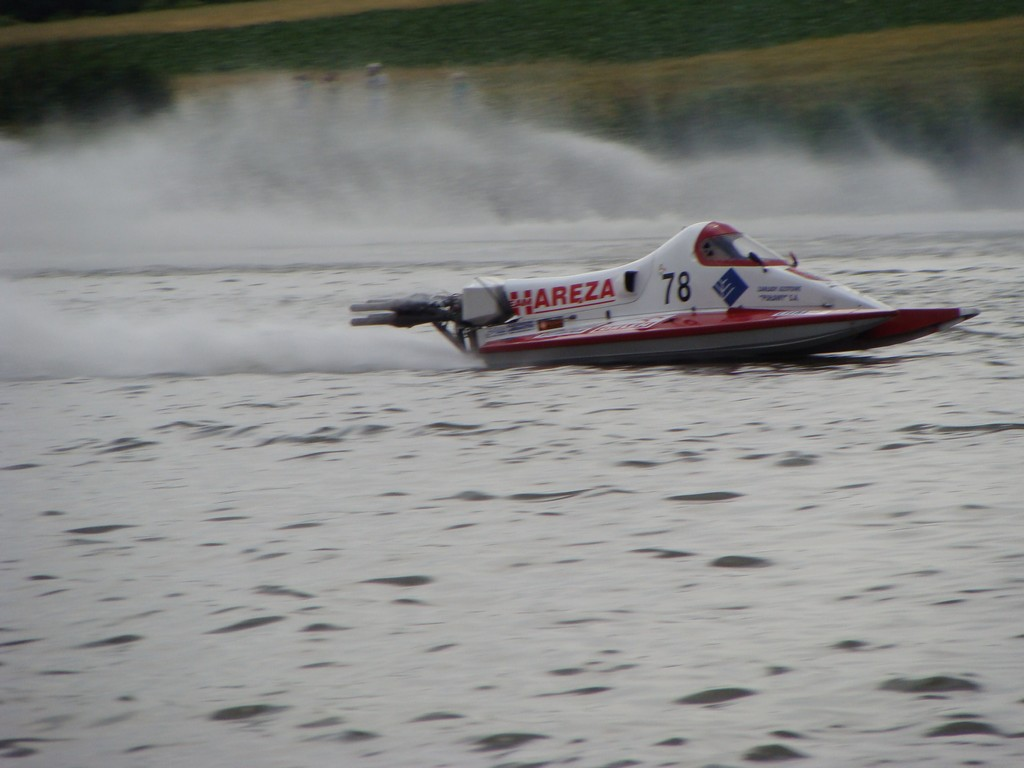
Tadeusz Haręza jest wielokrotnym medalistą janikowskich zawodów

Na terenie miasta znajdują się następujące kluby sportowe:
- MKS Janikowo - piłka nożna[46]
- KŻ „Kormoran” Janikowo – żeglarstwo[47]
- ULKS „Zefir” Janikowo – warcaby 100 polowe

W mieście działa też kilka klubów zajmujących się różnymi rodzajami sztuk walki.
Obiekty sportowe
W mieście istnieje kryta pływalnia „Wodnik” oraz dwa boiska „Orlik 2012”, stadion miejski, a także hala widowiskowo-sportowa.
Imprezy sportowe
- Janikowska zadyszka[49]
- Do 2007 roku i po przerwie w 2012 roku były tu rozgrywane zawody motorowodne w klasie F-500 (wodna Formuła1)[45]
- Coroczne regaty o błękitną wstęgę Jeziora Pakoskiego
- Miejska Liga Piłki Halowej
- Liga Orlika

## Media
W Janikowie swoją siedzibę mają media o znaczeniu lokalnym.
Media internetowe:
- Portal miejski ABCJanikowo24[50]

Informacje z Janikowa podawane są w lokalnych ośrodkach TVP i Polskiego Radia oraz w Gazecie Pomorskiej i Expressie Bydgoskim.

## Osiedla

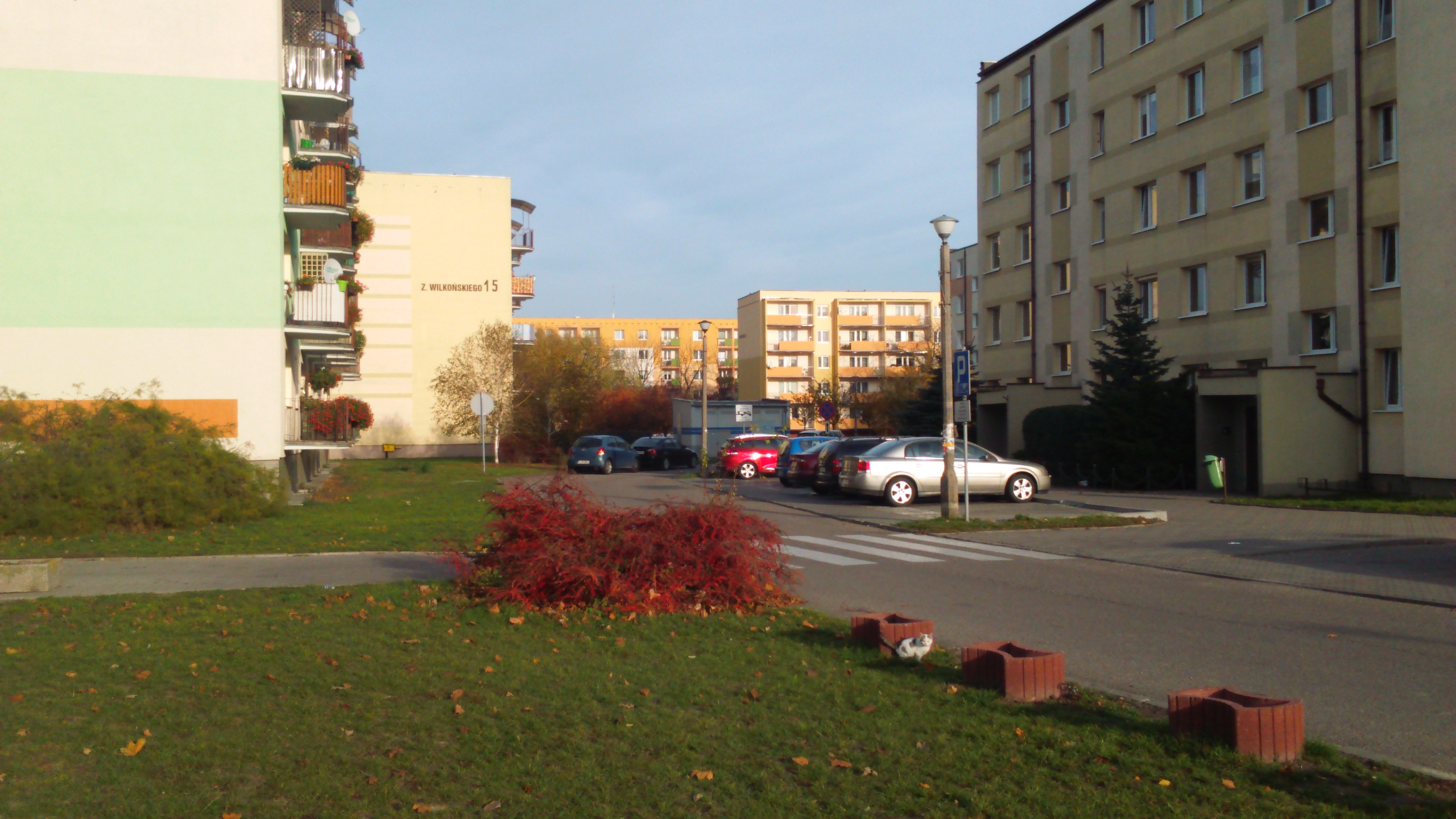
Wschodnia część osiedla Wilkońskiego

- Śródmieście
- Osiedle Wilkońskiego
- Stare Janikowo
- Osiedle Ustronie
- Ostrowo

Zasoby mieszkaniowe (liczba mieszkań)

## Związki wyznaniowe

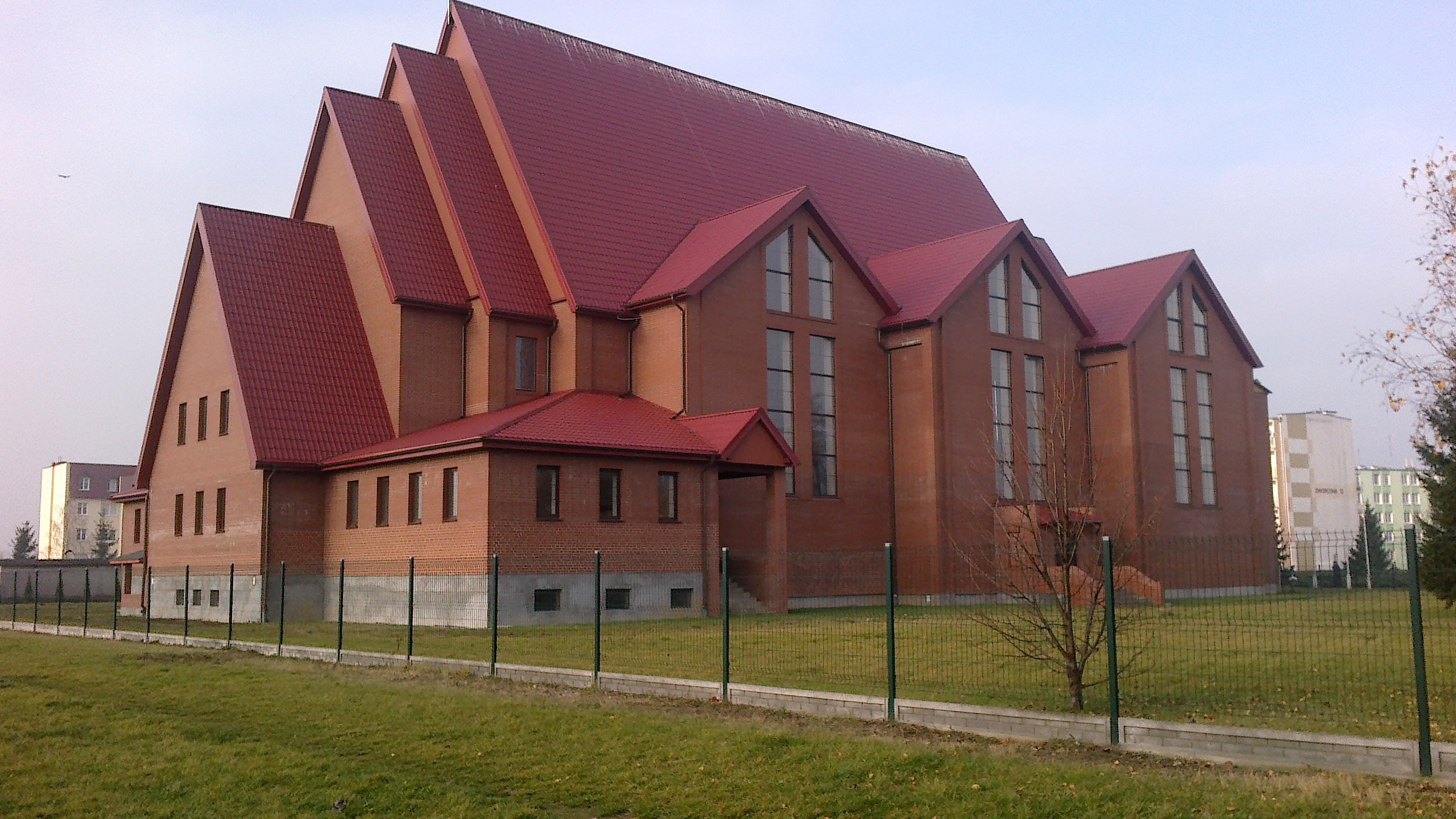
Największy z janikowskich kościołów – pw. bł. bp. Michała Kozala

Duży wpływ na religie w mieście ma to, że największy wzrost ludności Janikowo odnotowało w okresie Polski Ludowej. W związku z tym, że w tamtym okresie władza starała się zlaicyzować społeczeństwo duży procent obywateli miasta stanowią ateiści.
Na terenie Janikowa działają następujące związki wyznaniowe:

### Kościół Ewangelicznych Chrześcijan
Początki wspólnoty protestanckiej w Janikowie sięgają XIX wieku. Wiązało się to z budową linii kolejowej i cukrowni, a to przyczyniło się do przybycia w te strony wielu Niemców, którzy w większości byli protestantami. Wspólnota rozwijała się szybko również wśród Polaków co doprowadziło do budowy zboru, który poświęcono w 1912 roku. Życie religijne toczyło się tu do II wojny światowej. W okresie PRL-u protestanci i ich świątynie były kojarzone z Niemcami, a więc i okupantem co powodowało niechęć i wymusiło zamknięcie zboru. Dopiero na początku XXI wieku ewangelicy ponownie rozpoczęli życie religijne w mieście. Odbudowano zbór, który przez 40 lat pełnił funkcje magazynu. Obecnie w Janikowie na stałe posługę pełni jeden pastor.
- Zbór Kościoła Ewangelicznych Chrześcijan w Janikowie

### Kościół Rzymskokatolicki[7]
Katolicy to najbardziej liczna grupa wyznaniowa w mieście. Geneza budowy kościołów i tworzenia parafii na terenach wchodzących obecnie w granice administracyjne Janikowa sięga XV wieku. Wtedy to mieszkańcy terenów, które obecnie stanowią miasto musieli udawać się na msze do bardziej oddalonych kościołów np. do parafii w Kościelcu. Było to dużym problemem, gdyż Janikowo i kilka innych wsi jest położone na wyspie w rozwidleniu Noteci. W okresie podtopień tutejsi katolicy mieli trudności z dotarciem na nabożeństwo. Sprawą zainteresował się wojewoda inowrocławski, którym był Bogusław z Oporowa. Za zgodą biskupa włocławskiego (ówczesny podział administracyjny kościoła) ufundował on kościół pod wezwaniem świętego Jana Chrzciciela w Janikowie-Ostrowie. Parafię erygowano w 1444 roku. Początkowo znajdował się tu kościół drewniany, jednak popadł w ruinę. Wymusiło to budowę kościoła murowanego. Powstał on w 1460 roku. W późniejszych okresach był rozbudowywany. Kolejnym impulsem do budowy nowej świątyni było powstanie cukrowni w Janikowie w 1875 roku i napływ nowych mieszkańców.

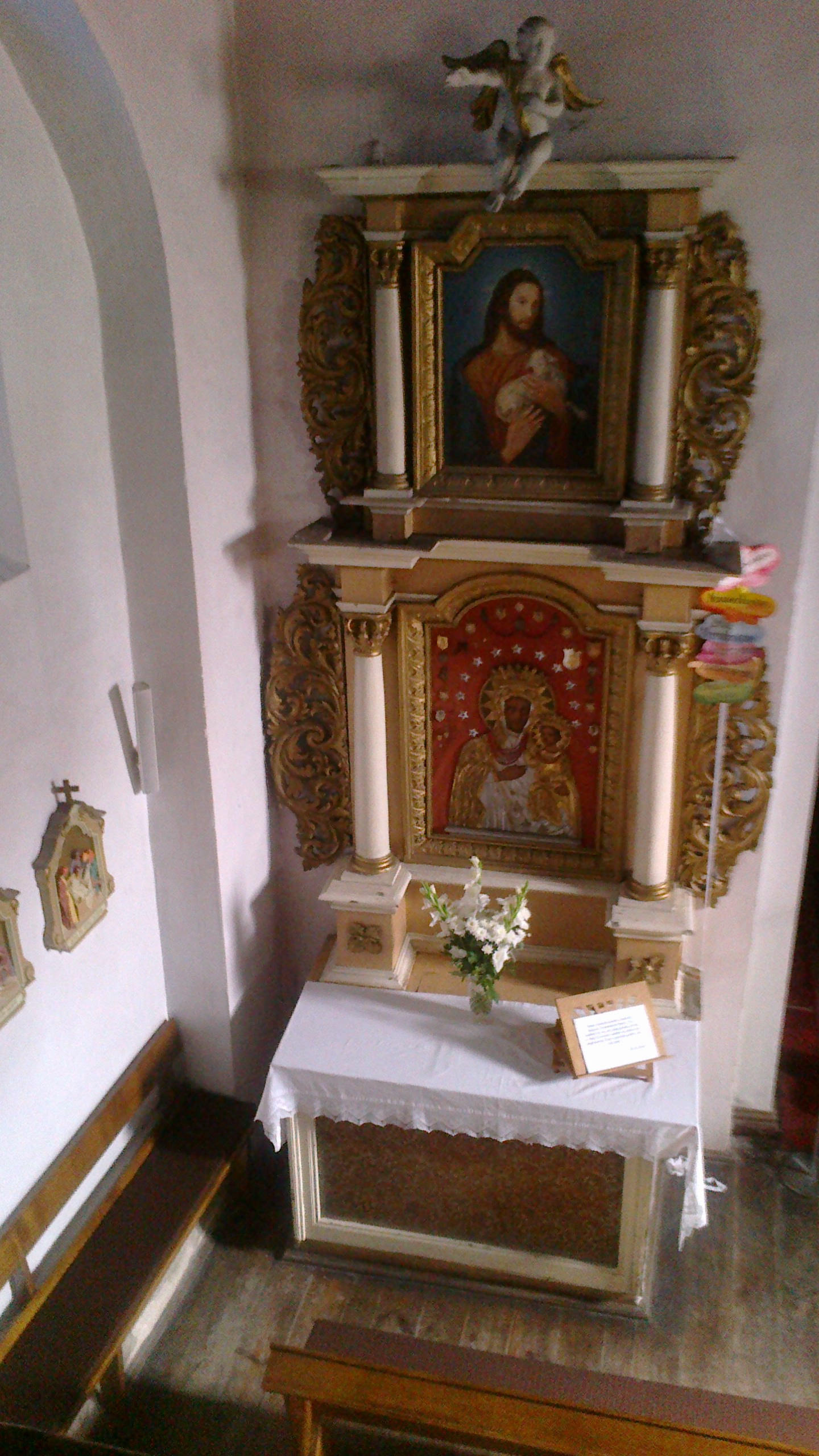
Lewy boczny ołtarz w Kościele pw. św. Jana Chrzciciela w Janikowie

Początkowo wybudowano kaplicę przy ul. Szkolnej, która zaspokajała potrzeby miejscowych katolików. Po II wojnie światowej w Janikowie powstał jeden z największych kombinatów chemicznych w Polsce. Ponowny napływ ludności wymusił w latach 70. XX wieku rozbudowę kaplicy przy ul. Szkolnej do rangi kościoła parafialnego pod wezwaniem Najświętszego Serca Pana Jezusa oraz erygowania następnej parafii (w 1987 roku) pod wezwaniem błogosławionego Michała Kozala biskupa i męczennika. W ten sposób ukształtował się podział miasta na trzy katolickie parafie działające do dzisiaj. Ponadto w Janikowie znajdują się relikwie św. Maksymiliana Marii Kolbego. Parafia leży w Archidiecezji gnieźnieńskiej. W Janikowie na stałe posługę pełni czterech księży diecezjalnych.
- Parafia bł. Michała Kozala BM w Janikowie
- Parafia Najświętszego Serca Pana Jezusa w Janikowie
- Parafia św. Jana Chrzciciela w Janikowie

### Świadkowie Jehowy
W mieście działają również Świadkowie Jehowy. Prowadzą charakterystyczną dla nich działalność ewangelizacyjną, odwiedzając mieszkańców miasta.

### Organizacje działające przy związkach wyznaniowych
Przy parafii pw. bł Michała Kozala BM działa kilka organizacji katolickich. Do najważniejszych należy zaliczyć: Stowarzyszenie Rycerstwa Niepokalanej, Towarzystwo św. Wojciecha, żywy różaniec, przyjaciele misji oblatów oraz Akcja Katolicka i Caritas. Działają one również przy parafii pw. NSPJ. W parafii pw. św. Jana Chrzciciela dawniej działał diecezjalny ośrodek ruchu Światło-Życie. Przy zborze ewangelickim działa zespół muzyczny.

## Kultura

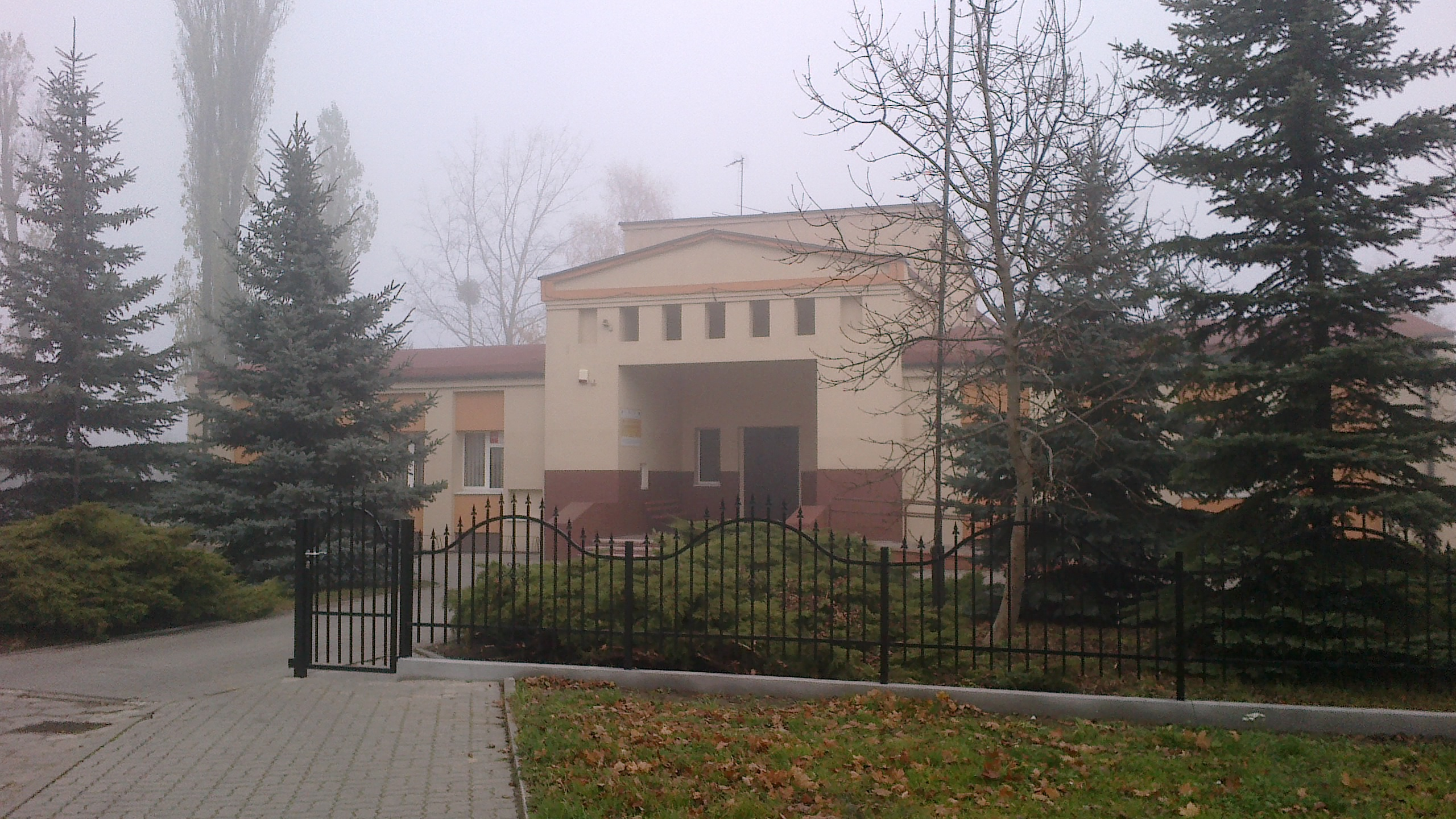
Fasada Miejsko-Gminnego Ośrodka Kultury

W Janikowie znajduje się Miejsko-Gminny Ośrodek Kultury (ul. Przemysłowa), przy którym działa kino Manhattan, chór oraz koła zainteresowań. Co roku są organizowane imprezy kulturalne, koncerty i spektakle. Kultywuje się tu zwyczaj „kujawskiej kozy”. Zgodnie z nim w ostatki po okolicy chodzi kolorowy orszak zwany kozą – ma on pożegnać karnawał. Działają tu dwie publiczne biblioteki oraz Międzynarodowe Centrum Promocji Dialogu.

## Turystyka

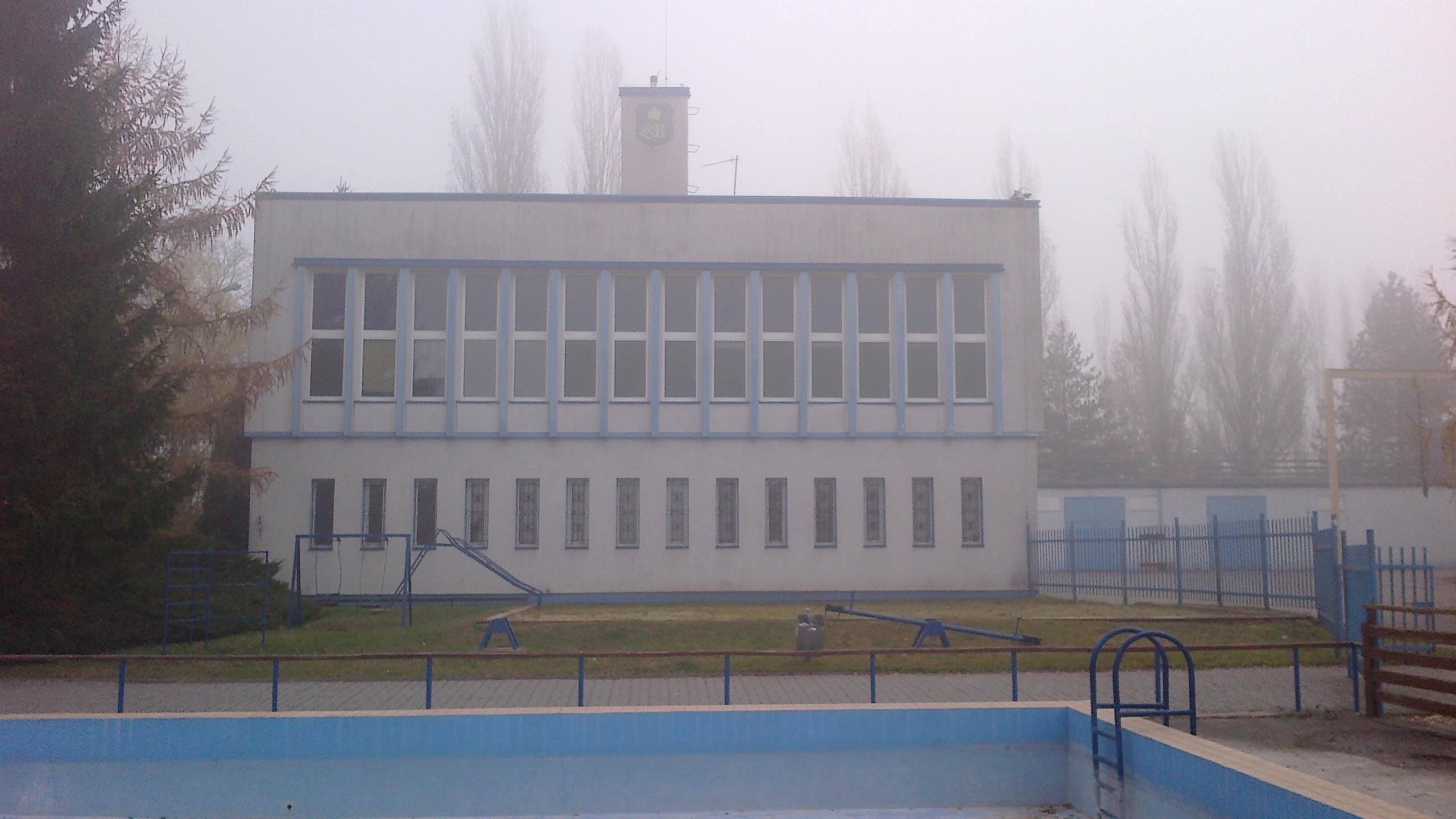
Budynek Ośrodka Sportu i Rekreacji w Janikowie

Główną atrakcją turystyczną miasta są rejsy statkiem wycieczkowym „Janek” po Jeziorze Pakoskim Północnym. Znajduje się tu wiele ścieżek rowerowych oraz terenów do aktywnego wypoczynku. W okresie wakacyjnym działa plaża miejska wraz ze strzeżonym kąpieliskiem, wypożyczalnia sprzętu wodnego oraz wyznaczony teren dla jazdy skuterów wodnych. Przy głównym kąpielisku w okresie wakacji działa wodny plac zabaw dla dzieci. To pierwszy taki obiekt w województwie.

## Bezpieczeństwo
Na terenie Janikowa znajdują się:
| Rodzaj Służby | Służba                               | Jednostki | Adres              |
| ------------- | ------------------------------------ | --- | ------------------ |
| Ratownicza    | Ochotnicza Straż Pożarna             | Ochotnicza Straż Pożarna w Janikowie przy CIECH Soda Polska S.A. Jednostka Operacyjno-Techniczna w Janikowie (KSRG) | ul. Przemysłowa 30 |
| Ratownicza    | Pogotowie Ratunkowe                  | Stacja Pogotowia Ratunkowego                                                                                        | ul. Główna 35d     |
| Ratownicza    | Wodne Ochotnicze Pogotowie Ratunkowe | Stacja Ratownictwa Wodnego WOPR w Janikowie                                                                         | ul. Główna 41      |
| Porządkowa    | Policja                              | Komisariat Policji                                                                                                  | ul. Przemysłowa 6  |

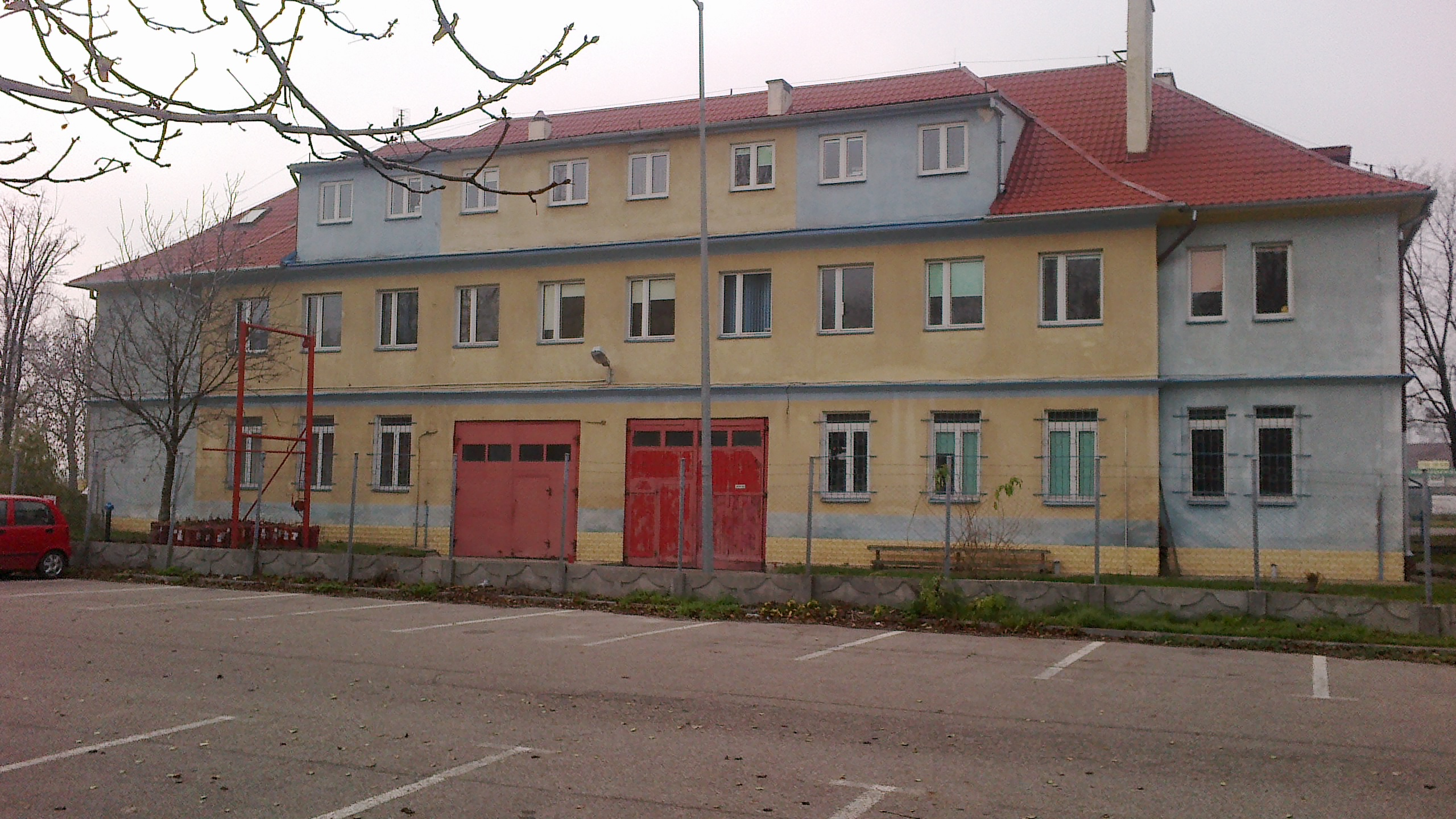
Budynek Ochotniczej Straży Pożarnej (obecny widok od strony Zakładów Sodowych)

Dodatkowo na terenie gminy działają OSP Trląg (KSRG) oraz OSP Kołodziejewo (KSRG).